# Braní mimochodem
Braní mimochodem, často též en passant ([a:n pasa:n]IPA, francouzsky doslova během míjení), je druh tahu při hře v šachy. Tímto tahem lze odebrat pěšcem soupeřova pěšce, který v bezprostředně předcházejícím tahu postoupil ze své úvodní pozice o dvě pole vpřed, a to stejným způsobem, jako kdyby se tento pěšec posunul pouze o jedno pole. Z toho vyplývá, že brát mimochodem může jen bílý pěšec stojící na 5. řadě nebo černý pěšec stojící na 4. řadě (viz diagramy níže). Pokud hráč této možnosti ihned nevyužije, v dalších tazích už braní mimochodem provést nemůže. Braní mimochodem je jedinou příležitostí, kdy šachová pravidla povolují hráči odebrat soupeřův kámen jinde než na poli, na kterém tento kámen stojí. Spolu s rošádou jde o tah, který může znemožnit určit povolené tahy jen z postavení všech kamenů bez znalosti předchozího vývoje partie.
Tento prvek může být i tématem úloh kompozičního šachu. Nezbytnou podmínkou však je, že retrográdní analýzou lze prokázat, že odebíraný pěšec se do výchozí pozice nutně musel dostat posunutím o dvě pole v předchozím tahu.
V šachové notaci se při braní mimochodem jako cílové pole zapisuje to, na kterém pěšec nakonec zůstane (stejně, jako by soupeřův pěšec postoupil pouze o jedno pole), a zápis se doplní zkratkou e. p. (en passant), např. e×f6 e. p.

## Historie
Braní mimochodem byla jedna z posledních důležitých změn v pravidlech evropského šachu. Objevilo se spolu s neomezeným rozsahem pohybu dámy a střelce a s možností počátečního pohybu pěšce o dvě pole někdy ve 14. až 15. století. Důvodem, proč bylo braní mimochodem do hry uvedeno, byla snaha neumožnit pěšcům vyhnout se (využitím nově zavedených tahů o dvě pole) odebrání soupeřovými pěšci. Protože evropské šachy se v té době již vyvíjely samostatně, asijské šachové varianty tyto vlastnosti nemají.

## Remízové pozice

### Pat
|   | a                                                                                           | b                                                                                           | c                                                                                           | d                                                                                           | e                                                                                           | f                                                                                           | g                                                                                           | h                                                                                           |   |
| 8 | g8 bílý věž · h8 bílý král · h6 černý král · h4 černý pěšec · h3 bílý pěšec · g2 bílý pěšec | g8 bílý věž · h8 bílý král · h6 černý král · h4 černý pěšec · h3 bílý pěšec · g2 bílý pěšec | g8 bílý věž · h8 bílý král · h6 černý král · h4 černý pěšec · h3 bílý pěšec · g2 bílý pěšec | g8 bílý věž · h8 bílý král · h6 černý král · h4 černý pěšec · h3 bílý pěšec · g2 bílý pěšec | g8 bílý věž · h8 bílý král · h6 černý král · h4 černý pěšec · h3 bílý pěšec · g2 bílý pěšec | g8 bílý věž · h8 bílý král · h6 černý král · h4 černý pěšec · h3 bílý pěšec · g2 bílý pěšec | g8 bílý věž · h8 bílý král · h6 černý král · h4 černý pěšec · h3 bílý pěšec · g2 bílý pěšec | g8 bílý věž · h8 bílý král · h6 černý král · h4 černý pěšec · h3 bílý pěšec · g2 bílý pěšec | 8 |
| 7 | g8 bílý věž · h8 bílý král · h6 černý král · h4 černý pěšec · h3 bílý pěšec · g2 bílý pěšec | g8 bílý věž · h8 bílý král · h6 černý král · h4 černý pěšec · h3 bílý pěšec · g2 bílý pěšec | g8 bílý věž · h8 bílý král · h6 černý král · h4 černý pěšec · h3 bílý pěšec · g2 bílý pěšec | g8 bílý věž · h8 bílý král · h6 černý král · h4 černý pěšec · h3 bílý pěšec · g2 bílý pěšec | g8 bílý věž · h8 bílý král · h6 černý král · h4 černý pěšec · h3 bílý pěšec · g2 bílý pěšec | g8 bílý věž · h8 bílý král · h6 černý král · h4 černý pěšec · h3 bílý pěšec · g2 bílý pěšec | g8 bílý věž · h8 bílý král · h6 černý král · h4 černý pěšec · h3 bílý pěšec · g2 bílý pěšec | g8 bílý věž · h8 bílý král · h6 černý král · h4 černý pěšec · h3 bílý pěšec · g2 bílý pěšec | 7 |
| 6 | g8 bílý věž · h8 bílý král · h6 černý král · h4 černý pěšec · h3 bílý pěšec · g2 bílý pěšec | g8 bílý věž · h8 bílý král · h6 černý král · h4 černý pěšec · h3 bílý pěšec · g2 bílý pěšec | g8 bílý věž · h8 bílý král · h6 černý král · h4 černý pěšec · h3 bílý pěšec · g2 bílý pěšec | g8 bílý věž · h8 bílý král · h6 černý král · h4 černý pěšec · h3 bílý pěšec · g2 bílý pěšec | g8 bílý věž · h8 bílý král · h6 černý král · h4 černý pěšec · h3 bílý pěšec · g2 bílý pěšec | g8 bílý věž · h8 bílý král · h6 černý král · h4 černý pěšec · h3 bílý pěšec · g2 bílý pěšec | g8 bílý věž · h8 bílý král · h6 černý král · h4 černý pěšec · h3 bílý pěšec · g2 bílý pěšec | g8 bílý věž · h8 bílý král · h6 černý král · h4 černý pěšec · h3 bílý pěšec · g2 bílý pěšec | 6 |
| 5 | g8 bílý věž · h8 bílý král · h6 černý král · h4 černý pěšec · h3 bílý pěšec · g2 bílý pěšec | g8 bílý věž · h8 bílý král · h6 černý král · h4 černý pěšec · h3 bílý pěšec · g2 bílý pěšec | g8 bílý věž · h8 bílý král · h6 černý král · h4 černý pěšec · h3 bílý pěšec · g2 bílý pěšec | g8 bílý věž · h8 bílý král · h6 černý král · h4 černý pěšec · h3 bílý pěšec · g2 bílý pěšec | g8 bílý věž · h8 bílý král · h6 černý král · h4 černý pěšec · h3 bílý pěšec · g2 bílý pěšec | g8 bílý věž · h8 bílý král · h6 černý král · h4 černý pěšec · h3 bílý pěšec · g2 bílý pěšec | g8 bílý věž · h8 bílý král · h6 černý král · h4 černý pěšec · h3 bílý pěšec · g2 bílý pěšec | g8 bílý věž · h8 bílý král · h6 černý král · h4 černý pěšec · h3 bílý pěšec · g2 bílý pěšec | 5 |
| 4 | g8 bílý věž · h8 bílý král · h6 černý král · h4 černý pěšec · h3 bílý pěšec · g2 bílý pěšec | g8 bílý věž · h8 bílý král · h6 černý král · h4 černý pěšec · h3 bílý pěšec · g2 bílý pěšec | g8 bílý věž · h8 bílý král · h6 černý král · h4 černý pěšec · h3 bílý pěšec · g2 bílý pěšec | g8 bílý věž · h8 bílý král · h6 černý král · h4 černý pěšec · h3 bílý pěšec · g2 bílý pěšec | g8 bílý věž · h8 bílý král · h6 černý král · h4 černý pěšec · h3 bílý pěšec · g2 bílý pěšec | g8 bílý věž · h8 bílý král · h6 černý král · h4 černý pěšec · h3 bílý pěšec · g2 bílý pěšec | g8 bílý věž · h8 bílý král · h6 černý král · h4 černý pěšec · h3 bílý pěšec · g2 bílý pěšec | g8 bílý věž · h8 bílý král · h6 černý král · h4 černý pěšec · h3 bílý pěšec · g2 bílý pěšec | 4 |
| 3 | g8 bílý věž · h8 bílý král · h6 černý král · h4 černý pěšec · h3 bílý pěšec · g2 bílý pěšec | g8 bílý věž · h8 bílý král · h6 černý král · h4 černý pěšec · h3 bílý pěšec · g2 bílý pěšec | g8 bílý věž · h8 bílý král · h6 černý král · h4 černý pěšec · h3 bílý pěšec · g2 bílý pěšec | g8 bílý věž · h8 bílý král · h6 černý král · h4 černý pěšec · h3 bílý pěšec · g2 bílý pěšec | g8 bílý věž · h8 bílý král · h6 černý král · h4 černý pěšec · h3 bílý pěšec · g2 bílý pěšec | g8 bílý věž · h8 bílý král · h6 černý král · h4 černý pěšec · h3 bílý pěšec · g2 bílý pěšec | g8 bílý věž · h8 bílý král · h6 černý král · h4 černý pěšec · h3 bílý pěšec · g2 bílý pěšec | g8 bílý věž · h8 bílý král · h6 černý král · h4 černý pěšec · h3 bílý pěšec · g2 bílý pěšec | 3 |
| 2 | g8 bílý věž · h8 bílý král · h6 černý král · h4 černý pěšec · h3 bílý pěšec · g2 bílý pěšec | g8 bílý věž · h8 bílý král · h6 černý král · h4 černý pěšec · h3 bílý pěšec · g2 bílý pěšec | g8 bílý věž · h8 bílý král · h6 černý král · h4 černý pěšec · h3 bílý pěšec · g2 bílý pěšec | g8 bílý věž · h8 bílý král · h6 černý král · h4 černý pěšec · h3 bílý pěšec · g2 bílý pěšec | g8 bílý věž · h8 bílý král · h6 černý král · h4 černý pěšec · h3 bílý pěšec · g2 bílý pěšec | g8 bílý věž · h8 bílý král · h6 černý král · h4 černý pěšec · h3 bílý pěšec · g2 bílý pěšec | g8 bílý věž · h8 bílý král · h6 černý král · h4 černý pěšec · h3 bílý pěšec · g2 bílý pěšec | g8 bílý věž · h8 bílý král · h6 černý král · h4 černý pěšec · h3 bílý pěšec · g2 bílý pěšec | 2 |
| 1 | g8 bílý věž · h8 bílý král · h6 černý král · h4 černý pěšec · h3 bílý pěšec · g2 bílý pěšec | g8 bílý věž · h8 bílý král · h6 černý král · h4 černý pěšec · h3 bílý pěšec · g2 bílý pěšec | g8 bílý věž · h8 bílý král · h6 černý král · h4 černý pěšec · h3 bílý pěšec · g2 bílý pěšec | g8 bílý věž · h8 bílý král · h6 černý král · h4 černý pěšec · h3 bílý pěšec · g2 bílý pěšec | g8 bílý věž · h8 bílý král · h6 černý král · h4 černý pěšec · h3 bílý pěšec · g2 bílý pěšec | g8 bílý věž · h8 bílý král · h6 černý král · h4 černý pěšec · h3 bílý pěšec · g2 bílý pěšec | g8 bílý věž · h8 bílý král · h6 černý král · h4 černý pěšec · h3 bílý pěšec · g2 bílý pěšec | g8 bílý věž · h8 bílý král · h6 černý král · h4 černý pěšec · h3 bílý pěšec · g2 bílý pěšec | 1 |
|   | a                                                                                           | b                                                                                           | c                                                                                           | d                                                                                           | e                                                                                           | f                                                                                           | g                                                                                           | h                                                                                           |   |

V 19. století ještě před kodifikací pravidel šachu se mezi hráči diskutovalo, zda je braní mimochodem pouze právem hráče, který k němu nemůže být nucen, nebo zda jde o běžný tah jako kterýkoliv jiný. To hrálo roli zejména v situaci, kdy byl tento tah jediným možným východiskem z patu. Například anglický šachista Howard Staunton napsal roku 1860 ve své knize Chess Praxis, že v takovéto situaci se tah musí považovat za vynucený. Jiný anglický šachista Charles Tomlinson zveřejnil jednu takovou pozici v periodiku British Chess Magazine (viz diagram vpravo) a přiklonil se k názoru, že černý se zde remízy z důvodu patu dožaduje oprávněně, neboť braní mimochodem je tahem zcela volitelným. Současná pravidla kodifikovaná Mezinárodní šachovou federací stanovují, že pokud je braní mimochodem jediným legálním tahem, musí se provést. (Totéž platí i pro situaci, kdy je braní mimochodem jediným únikem z šachu.)

### Trojí opakování pozice
Braní mimochodem může také hrát roli při reklamaci remízy z důvodu trojího opakování pozice. Dvě zdánlivě identické pozice na šachovnici, se stejným hráčem na tahu, se totiž mohou ve skutečnosti lišit: v jedné z nich je možné odebrat soupeřova pěšce mimochodem a v následující už nikoliv. Pokud takový případ nastane, považuje se reklamace remízy za neoprávněnou.

## Příklad ze skutečné partie
|   | a | b | c | d | e | f | g | h |   |
| 8 | a8 černý věž · c8 černý střelec · d8 černý dáma · f8 černý věž · a7 černý pěšec · b7 černý pěšec · g7 černý pěšec · e6 černý pěšec · g6 černý král · d5 černý pěšec · e5 bílý pěšec · f5 černý pěšec · g5 bílý jezdec · b4 černý střelec · d4 černý jezdec · g4 bílý dáma · h4 bílý pěšec · c3 bílý jezdec · a2 bílý pěšec · b2 bílý pěšec · f2 bílý pěšec · g2 bílý pěšec · a1 bílý věž · c1 bílý střelec · e1 bílý král · h1 bílý věž | a8 černý věž · c8 černý střelec · d8 černý dáma · f8 černý věž · a7 černý pěšec · b7 černý pěšec · g7 černý pěšec · e6 černý pěšec · g6 černý král · d5 černý pěšec · e5 bílý pěšec · f5 černý pěšec · g5 bílý jezdec · b4 černý střelec · d4 černý jezdec · g4 bílý dáma · h4 bílý pěšec · c3 bílý jezdec · a2 bílý pěšec · b2 bílý pěšec · f2 bílý pěšec · g2 bílý pěšec · a1 bílý věž · c1 bílý střelec · e1 bílý král · h1 bílý věž | a8 černý věž · c8 černý střelec · d8 černý dáma · f8 černý věž · a7 černý pěšec · b7 černý pěšec · g7 černý pěšec · e6 černý pěšec · g6 černý král · d5 černý pěšec · e5 bílý pěšec · f5 černý pěšec · g5 bílý jezdec · b4 černý střelec · d4 černý jezdec · g4 bílý dáma · h4 bílý pěšec · c3 bílý jezdec · a2 bílý pěšec · b2 bílý pěšec · f2 bílý pěšec · g2 bílý pěšec · a1 bílý věž · c1 bílý střelec · e1 bílý král · h1 bílý věž | a8 černý věž · c8 černý střelec · d8 černý dáma · f8 černý věž · a7 černý pěšec · b7 černý pěšec · g7 černý pěšec · e6 černý pěšec · g6 černý král · d5 černý pěšec · e5 bílý pěšec · f5 černý pěšec · g5 bílý jezdec · b4 černý střelec · d4 černý jezdec · g4 bílý dáma · h4 bílý pěšec · c3 bílý jezdec · a2 bílý pěšec · b2 bílý pěšec · f2 bílý pěšec · g2 bílý pěšec · a1 bílý věž · c1 bílý střelec · e1 bílý král · h1 bílý věž | a8 černý věž · c8 černý střelec · d8 černý dáma · f8 černý věž · a7 černý pěšec · b7 černý pěšec · g7 černý pěšec · e6 černý pěšec · g6 černý král · d5 černý pěšec · e5 bílý pěšec · f5 černý pěšec · g5 bílý jezdec · b4 černý střelec · d4 černý jezdec · g4 bílý dáma · h4 bílý pěšec · c3 bílý jezdec · a2 bílý pěšec · b2 bílý pěšec · f2 bílý pěšec · g2 bílý pěšec · a1 bílý věž · c1 bílý střelec · e1 bílý král · h1 bílý věž | a8 černý věž · c8 černý střelec · d8 černý dáma · f8 černý věž · a7 černý pěšec · b7 černý pěšec · g7 černý pěšec · e6 černý pěšec · g6 černý král · d5 černý pěšec · e5 bílý pěšec · f5 černý pěšec · g5 bílý jezdec · b4 černý střelec · d4 černý jezdec · g4 bílý dáma · h4 bílý pěšec · c3 bílý jezdec · a2 bílý pěšec · b2 bílý pěšec · f2 bílý pěšec · g2 bílý pěšec · a1 bílý věž · c1 bílý střelec · e1 bílý král · h1 bílý věž | a8 černý věž · c8 černý střelec · d8 černý dáma · f8 černý věž · a7 černý pěšec · b7 černý pěšec · g7 černý pěšec · e6 černý pěšec · g6 černý král · d5 černý pěšec · e5 bílý pěšec · f5 černý pěšec · g5 bílý jezdec · b4 černý střelec · d4 černý jezdec · g4 bílý dáma · h4 bílý pěšec · c3 bílý jezdec · a2 bílý pěšec · b2 bílý pěšec · f2 bílý pěšec · g2 bílý pěšec · a1 bílý věž · c1 bílý střelec · e1 bílý král · h1 bílý věž | a8 černý věž · c8 černý střelec · d8 černý dáma · f8 černý věž · a7 černý pěšec · b7 černý pěšec · g7 černý pěšec · e6 černý pěšec · g6 černý král · d5 černý pěšec · e5 bílý pěšec · f5 černý pěšec · g5 bílý jezdec · b4 černý střelec · d4 černý jezdec · g4 bílý dáma · h4 bílý pěšec · c3 bílý jezdec · a2 bílý pěšec · b2 bílý pěšec · f2 bílý pěšec · g2 bílý pěšec · a1 bílý věž · c1 bílý střelec · e1 bílý král · h1 bílý věž | 8 |
| 7 | a8 černý věž · c8 černý střelec · d8 černý dáma · f8 černý věž · a7 černý pěšec · b7 černý pěšec · g7 černý pěšec · e6 černý pěšec · g6 černý král · d5 černý pěšec · e5 bílý pěšec · f5 černý pěšec · g5 bílý jezdec · b4 černý střelec · d4 černý jezdec · g4 bílý dáma · h4 bílý pěšec · c3 bílý jezdec · a2 bílý pěšec · b2 bílý pěšec · f2 bílý pěšec · g2 bílý pěšec · a1 bílý věž · c1 bílý střelec · e1 bílý král · h1 bílý věž | a8 černý věž · c8 černý střelec · d8 černý dáma · f8 černý věž · a7 černý pěšec · b7 černý pěšec · g7 černý pěšec · e6 černý pěšec · g6 černý král · d5 černý pěšec · e5 bílý pěšec · f5 černý pěšec · g5 bílý jezdec · b4 černý střelec · d4 černý jezdec · g4 bílý dáma · h4 bílý pěšec · c3 bílý jezdec · a2 bílý pěšec · b2 bílý pěšec · f2 bílý pěšec · g2 bílý pěšec · a1 bílý věž · c1 bílý střelec · e1 bílý král · h1 bílý věž | a8 černý věž · c8 černý střelec · d8 černý dáma · f8 černý věž · a7 černý pěšec · b7 černý pěšec · g7 černý pěšec · e6 černý pěšec · g6 černý král · d5 černý pěšec · e5 bílý pěšec · f5 černý pěšec · g5 bílý jezdec · b4 černý střelec · d4 černý jezdec · g4 bílý dáma · h4 bílý pěšec · c3 bílý jezdec · a2 bílý pěšec · b2 bílý pěšec · f2 bílý pěšec · g2 bílý pěšec · a1 bílý věž · c1 bílý střelec · e1 bílý král · h1 bílý věž | a8 černý věž · c8 černý střelec · d8 černý dáma · f8 černý věž · a7 černý pěšec · b7 černý pěšec · g7 černý pěšec · e6 černý pěšec · g6 černý král · d5 černý pěšec · e5 bílý pěšec · f5 černý pěšec · g5 bílý jezdec · b4 černý střelec · d4 černý jezdec · g4 bílý dáma · h4 bílý pěšec · c3 bílý jezdec · a2 bílý pěšec · b2 bílý pěšec · f2 bílý pěšec · g2 bílý pěšec · a1 bílý věž · c1 bílý střelec · e1 bílý král · h1 bílý věž | a8 černý věž · c8 černý střelec · d8 černý dáma · f8 černý věž · a7 černý pěšec · b7 černý pěšec · g7 černý pěšec · e6 černý pěšec · g6 černý král · d5 černý pěšec · e5 bílý pěšec · f5 černý pěšec · g5 bílý jezdec · b4 černý střelec · d4 černý jezdec · g4 bílý dáma · h4 bílý pěšec · c3 bílý jezdec · a2 bílý pěšec · b2 bílý pěšec · f2 bílý pěšec · g2 bílý pěšec · a1 bílý věž · c1 bílý střelec · e1 bílý král · h1 bílý věž | a8 černý věž · c8 černý střelec · d8 černý dáma · f8 černý věž · a7 černý pěšec · b7 černý pěšec · g7 černý pěšec · e6 černý pěšec · g6 černý král · d5 černý pěšec · e5 bílý pěšec · f5 černý pěšec · g5 bílý jezdec · b4 černý střelec · d4 černý jezdec · g4 bílý dáma · h4 bílý pěšec · c3 bílý jezdec · a2 bílý pěšec · b2 bílý pěšec · f2 bílý pěšec · g2 bílý pěšec · a1 bílý věž · c1 bílý střelec · e1 bílý král · h1 bílý věž | a8 černý věž · c8 černý střelec · d8 černý dáma · f8 černý věž · a7 černý pěšec · b7 černý pěšec · g7 černý pěšec · e6 černý pěšec · g6 černý král · d5 černý pěšec · e5 bílý pěšec · f5 černý pěšec · g5 bílý jezdec · b4 černý střelec · d4 černý jezdec · g4 bílý dáma · h4 bílý pěšec · c3 bílý jezdec · a2 bílý pěšec · b2 bílý pěšec · f2 bílý pěšec · g2 bílý pěšec · a1 bílý věž · c1 bílý střelec · e1 bílý král · h1 bílý věž | a8 černý věž · c8 černý střelec · d8 černý dáma · f8 černý věž · a7 černý pěšec · b7 černý pěšec · g7 černý pěšec · e6 černý pěšec · g6 černý král · d5 černý pěšec · e5 bílý pěšec · f5 černý pěšec · g5 bílý jezdec · b4 černý střelec · d4 černý jezdec · g4 bílý dáma · h4 bílý pěšec · c3 bílý jezdec · a2 bílý pěšec · b2 bílý pěšec · f2 bílý pěšec · g2 bílý pěšec · a1 bílý věž · c1 bílý střelec · e1 bílý král · h1 bílý věž | 7 |
| 6 | a8 černý věž · c8 černý střelec · d8 černý dáma · f8 černý věž · a7 černý pěšec · b7 černý pěšec · g7 černý pěšec · e6 černý pěšec · g6 černý král · d5 černý pěšec · e5 bílý pěšec · f5 černý pěšec · g5 bílý jezdec · b4 černý střelec · d4 černý jezdec · g4 bílý dáma · h4 bílý pěšec · c3 bílý jezdec · a2 bílý pěšec · b2 bílý pěšec · f2 bílý pěšec · g2 bílý pěšec · a1 bílý věž · c1 bílý střelec · e1 bílý král · h1 bílý věž | a8 černý věž · c8 černý střelec · d8 černý dáma · f8 černý věž · a7 černý pěšec · b7 černý pěšec · g7 černý pěšec · e6 černý pěšec · g6 černý král · d5 černý pěšec · e5 bílý pěšec · f5 černý pěšec · g5 bílý jezdec · b4 černý střelec · d4 černý jezdec · g4 bílý dáma · h4 bílý pěšec · c3 bílý jezdec · a2 bílý pěšec · b2 bílý pěšec · f2 bílý pěšec · g2 bílý pěšec · a1 bílý věž · c1 bílý střelec · e1 bílý král · h1 bílý věž | a8 černý věž · c8 černý střelec · d8 černý dáma · f8 černý věž · a7 černý pěšec · b7 černý pěšec · g7 černý pěšec · e6 černý pěšec · g6 černý král · d5 černý pěšec · e5 bílý pěšec · f5 černý pěšec · g5 bílý jezdec · b4 černý střelec · d4 černý jezdec · g4 bílý dáma · h4 bílý pěšec · c3 bílý jezdec · a2 bílý pěšec · b2 bílý pěšec · f2 bílý pěšec · g2 bílý pěšec · a1 bílý věž · c1 bílý střelec · e1 bílý král · h1 bílý věž | a8 černý věž · c8 černý střelec · d8 černý dáma · f8 černý věž · a7 černý pěšec · b7 černý pěšec · g7 černý pěšec · e6 černý pěšec · g6 černý král · d5 černý pěšec · e5 bílý pěšec · f5 černý pěšec · g5 bílý jezdec · b4 černý střelec · d4 černý jezdec · g4 bílý dáma · h4 bílý pěšec · c3 bílý jezdec · a2 bílý pěšec · b2 bílý pěšec · f2 bílý pěšec · g2 bílý pěšec · a1 bílý věž · c1 bílý střelec · e1 bílý král · h1 bílý věž | a8 černý věž · c8 černý střelec · d8 černý dáma · f8 černý věž · a7 černý pěšec · b7 černý pěšec · g7 černý pěšec · e6 černý pěšec · g6 černý král · d5 černý pěšec · e5 bílý pěšec · f5 černý pěšec · g5 bílý jezdec · b4 černý střelec · d4 černý jezdec · g4 bílý dáma · h4 bílý pěšec · c3 bílý jezdec · a2 bílý pěšec · b2 bílý pěšec · f2 bílý pěšec · g2 bílý pěšec · a1 bílý věž · c1 bílý střelec · e1 bílý král · h1 bílý věž | a8 černý věž · c8 černý střelec · d8 černý dáma · f8 černý věž · a7 černý pěšec · b7 černý pěšec · g7 černý pěšec · e6 černý pěšec · g6 černý král · d5 černý pěšec · e5 bílý pěšec · f5 černý pěšec · g5 bílý jezdec · b4 černý střelec · d4 černý jezdec · g4 bílý dáma · h4 bílý pěšec · c3 bílý jezdec · a2 bílý pěšec · b2 bílý pěšec · f2 bílý pěšec · g2 bílý pěšec · a1 bílý věž · c1 bílý střelec · e1 bílý král · h1 bílý věž | a8 černý věž · c8 černý střelec · d8 černý dáma · f8 černý věž · a7 černý pěšec · b7 černý pěšec · g7 černý pěšec · e6 černý pěšec · g6 černý král · d5 černý pěšec · e5 bílý pěšec · f5 černý pěšec · g5 bílý jezdec · b4 černý střelec · d4 černý jezdec · g4 bílý dáma · h4 bílý pěšec · c3 bílý jezdec · a2 bílý pěšec · b2 bílý pěšec · f2 bílý pěšec · g2 bílý pěšec · a1 bílý věž · c1 bílý střelec · e1 bílý král · h1 bílý věž | a8 černý věž · c8 černý střelec · d8 černý dáma · f8 černý věž · a7 černý pěšec · b7 černý pěšec · g7 černý pěšec · e6 černý pěšec · g6 černý král · d5 černý pěšec · e5 bílý pěšec · f5 černý pěšec · g5 bílý jezdec · b4 černý střelec · d4 černý jezdec · g4 bílý dáma · h4 bílý pěšec · c3 bílý jezdec · a2 bílý pěšec · b2 bílý pěšec · f2 bílý pěšec · g2 bílý pěšec · a1 bílý věž · c1 bílý střelec · e1 bílý král · h1 bílý věž | 6 |
| 5 | a8 černý věž · c8 černý střelec · d8 černý dáma · f8 černý věž · a7 černý pěšec · b7 černý pěšec · g7 černý pěšec · e6 černý pěšec · g6 černý král · d5 černý pěšec · e5 bílý pěšec · f5 černý pěšec · g5 bílý jezdec · b4 černý střelec · d4 černý jezdec · g4 bílý dáma · h4 bílý pěšec · c3 bílý jezdec · a2 bílý pěšec · b2 bílý pěšec · f2 bílý pěšec · g2 bílý pěšec · a1 bílý věž · c1 bílý střelec · e1 bílý král · h1 bílý věž | a8 černý věž · c8 černý střelec · d8 černý dáma · f8 černý věž · a7 černý pěšec · b7 černý pěšec · g7 černý pěšec · e6 černý pěšec · g6 černý král · d5 černý pěšec · e5 bílý pěšec · f5 černý pěšec · g5 bílý jezdec · b4 černý střelec · d4 černý jezdec · g4 bílý dáma · h4 bílý pěšec · c3 bílý jezdec · a2 bílý pěšec · b2 bílý pěšec · f2 bílý pěšec · g2 bílý pěšec · a1 bílý věž · c1 bílý střelec · e1 bílý král · h1 bílý věž | a8 černý věž · c8 černý střelec · d8 černý dáma · f8 černý věž · a7 černý pěšec · b7 černý pěšec · g7 černý pěšec · e6 černý pěšec · g6 černý král · d5 černý pěšec · e5 bílý pěšec · f5 černý pěšec · g5 bílý jezdec · b4 černý střelec · d4 černý jezdec · g4 bílý dáma · h4 bílý pěšec · c3 bílý jezdec · a2 bílý pěšec · b2 bílý pěšec · f2 bílý pěšec · g2 bílý pěšec · a1 bílý věž · c1 bílý střelec · e1 bílý král · h1 bílý věž | a8 černý věž · c8 černý střelec · d8 černý dáma · f8 černý věž · a7 černý pěšec · b7 černý pěšec · g7 černý pěšec · e6 černý pěšec · g6 černý král · d5 černý pěšec · e5 bílý pěšec · f5 černý pěšec · g5 bílý jezdec · b4 černý střelec · d4 černý jezdec · g4 bílý dáma · h4 bílý pěšec · c3 bílý jezdec · a2 bílý pěšec · b2 bílý pěšec · f2 bílý pěšec · g2 bílý pěšec · a1 bílý věž · c1 bílý střelec · e1 bílý král · h1 bílý věž | a8 černý věž · c8 černý střelec · d8 černý dáma · f8 černý věž · a7 černý pěšec · b7 černý pěšec · g7 černý pěšec · e6 černý pěšec · g6 černý král · d5 černý pěšec · e5 bílý pěšec · f5 černý pěšec · g5 bílý jezdec · b4 černý střelec · d4 černý jezdec · g4 bílý dáma · h4 bílý pěšec · c3 bílý jezdec · a2 bílý pěšec · b2 bílý pěšec · f2 bílý pěšec · g2 bílý pěšec · a1 bílý věž · c1 bílý střelec · e1 bílý král · h1 bílý věž | a8 černý věž · c8 černý střelec · d8 černý dáma · f8 černý věž · a7 černý pěšec · b7 černý pěšec · g7 černý pěšec · e6 černý pěšec · g6 černý král · d5 černý pěšec · e5 bílý pěšec · f5 černý pěšec · g5 bílý jezdec · b4 černý střelec · d4 černý jezdec · g4 bílý dáma · h4 bílý pěšec · c3 bílý jezdec · a2 bílý pěšec · b2 bílý pěšec · f2 bílý pěšec · g2 bílý pěšec · a1 bílý věž · c1 bílý střelec · e1 bílý král · h1 bílý věž | a8 černý věž · c8 černý střelec · d8 černý dáma · f8 černý věž · a7 černý pěšec · b7 černý pěšec · g7 černý pěšec · e6 černý pěšec · g6 černý král · d5 černý pěšec · e5 bílý pěšec · f5 černý pěšec · g5 bílý jezdec · b4 černý střelec · d4 černý jezdec · g4 bílý dáma · h4 bílý pěšec · c3 bílý jezdec · a2 bílý pěšec · b2 bílý pěšec · f2 bílý pěšec · g2 bílý pěšec · a1 bílý věž · c1 bílý střelec · e1 bílý král · h1 bílý věž | a8 černý věž · c8 černý střelec · d8 černý dáma · f8 černý věž · a7 černý pěšec · b7 černý pěšec · g7 černý pěšec · e6 černý pěšec · g6 černý král · d5 černý pěšec · e5 bílý pěšec · f5 černý pěšec · g5 bílý jezdec · b4 černý střelec · d4 černý jezdec · g4 bílý dáma · h4 bílý pěšec · c3 bílý jezdec · a2 bílý pěšec · b2 bílý pěšec · f2 bílý pěšec · g2 bílý pěšec · a1 bílý věž · c1 bílý střelec · e1 bílý král · h1 bílý věž | 5 |
| 4 | a8 černý věž · c8 černý střelec · d8 černý dáma · f8 černý věž · a7 černý pěšec · b7 černý pěšec · g7 černý pěšec · e6 černý pěšec · g6 černý král · d5 černý pěšec · e5 bílý pěšec · f5 černý pěšec · g5 bílý jezdec · b4 černý střelec · d4 černý jezdec · g4 bílý dáma · h4 bílý pěšec · c3 bílý jezdec · a2 bílý pěšec · b2 bílý pěšec · f2 bílý pěšec · g2 bílý pěšec · a1 bílý věž · c1 bílý střelec · e1 bílý král · h1 bílý věž | a8 černý věž · c8 černý střelec · d8 černý dáma · f8 černý věž · a7 černý pěšec · b7 černý pěšec · g7 černý pěšec · e6 černý pěšec · g6 černý král · d5 černý pěšec · e5 bílý pěšec · f5 černý pěšec · g5 bílý jezdec · b4 černý střelec · d4 černý jezdec · g4 bílý dáma · h4 bílý pěšec · c3 bílý jezdec · a2 bílý pěšec · b2 bílý pěšec · f2 bílý pěšec · g2 bílý pěšec · a1 bílý věž · c1 bílý střelec · e1 bílý král · h1 bílý věž | a8 černý věž · c8 černý střelec · d8 černý dáma · f8 černý věž · a7 černý pěšec · b7 černý pěšec · g7 černý pěšec · e6 černý pěšec · g6 černý král · d5 černý pěšec · e5 bílý pěšec · f5 černý pěšec · g5 bílý jezdec · b4 černý střelec · d4 černý jezdec · g4 bílý dáma · h4 bílý pěšec · c3 bílý jezdec · a2 bílý pěšec · b2 bílý pěšec · f2 bílý pěšec · g2 bílý pěšec · a1 bílý věž · c1 bílý střelec · e1 bílý král · h1 bílý věž | a8 černý věž · c8 černý střelec · d8 černý dáma · f8 černý věž · a7 černý pěšec · b7 černý pěšec · g7 černý pěšec · e6 černý pěšec · g6 černý král · d5 černý pěšec · e5 bílý pěšec · f5 černý pěšec · g5 bílý jezdec · b4 černý střelec · d4 černý jezdec · g4 bílý dáma · h4 bílý pěšec · c3 bílý jezdec · a2 bílý pěšec · b2 bílý pěšec · f2 bílý pěšec · g2 bílý pěšec · a1 bílý věž · c1 bílý střelec · e1 bílý král · h1 bílý věž | a8 černý věž · c8 černý střelec · d8 černý dáma · f8 černý věž · a7 černý pěšec · b7 černý pěšec · g7 černý pěšec · e6 černý pěšec · g6 černý král · d5 černý pěšec · e5 bílý pěšec · f5 černý pěšec · g5 bílý jezdec · b4 černý střelec · d4 černý jezdec · g4 bílý dáma · h4 bílý pěšec · c3 bílý jezdec · a2 bílý pěšec · b2 bílý pěšec · f2 bílý pěšec · g2 bílý pěšec · a1 bílý věž · c1 bílý střelec · e1 bílý král · h1 bílý věž | a8 černý věž · c8 černý střelec · d8 černý dáma · f8 černý věž · a7 černý pěšec · b7 černý pěšec · g7 černý pěšec · e6 černý pěšec · g6 černý král · d5 černý pěšec · e5 bílý pěšec · f5 černý pěšec · g5 bílý jezdec · b4 černý střelec · d4 černý jezdec · g4 bílý dáma · h4 bílý pěšec · c3 bílý jezdec · a2 bílý pěšec · b2 bílý pěšec · f2 bílý pěšec · g2 bílý pěšec · a1 bílý věž · c1 bílý střelec · e1 bílý král · h1 bílý věž | a8 černý věž · c8 černý střelec · d8 černý dáma · f8 černý věž · a7 černý pěšec · b7 černý pěšec · g7 černý pěšec · e6 černý pěšec · g6 černý král · d5 černý pěšec · e5 bílý pěšec · f5 černý pěšec · g5 bílý jezdec · b4 černý střelec · d4 černý jezdec · g4 bílý dáma · h4 bílý pěšec · c3 bílý jezdec · a2 bílý pěšec · b2 bílý pěšec · f2 bílý pěšec · g2 bílý pěšec · a1 bílý věž · c1 bílý střelec · e1 bílý král · h1 bílý věž | a8 černý věž · c8 černý střelec · d8 černý dáma · f8 černý věž · a7 černý pěšec · b7 černý pěšec · g7 černý pěšec · e6 černý pěšec · g6 černý král · d5 černý pěšec · e5 bílý pěšec · f5 černý pěšec · g5 bílý jezdec · b4 černý střelec · d4 černý jezdec · g4 bílý dáma · h4 bílý pěšec · c3 bílý jezdec · a2 bílý pěšec · b2 bílý pěšec · f2 bílý pěšec · g2 bílý pěšec · a1 bílý věž · c1 bílý střelec · e1 bílý král · h1 bílý věž | 4 |
| 3 | a8 černý věž · c8 černý střelec · d8 černý dáma · f8 černý věž · a7 černý pěšec · b7 černý pěšec · g7 černý pěšec · e6 černý pěšec · g6 černý král · d5 černý pěšec · e5 bílý pěšec · f5 černý pěšec · g5 bílý jezdec · b4 černý střelec · d4 černý jezdec · g4 bílý dáma · h4 bílý pěšec · c3 bílý jezdec · a2 bílý pěšec · b2 bílý pěšec · f2 bílý pěšec · g2 bílý pěšec · a1 bílý věž · c1 bílý střelec · e1 bílý král · h1 bílý věž | a8 černý věž · c8 černý střelec · d8 černý dáma · f8 černý věž · a7 černý pěšec · b7 černý pěšec · g7 černý pěšec · e6 černý pěšec · g6 černý král · d5 černý pěšec · e5 bílý pěšec · f5 černý pěšec · g5 bílý jezdec · b4 černý střelec · d4 černý jezdec · g4 bílý dáma · h4 bílý pěšec · c3 bílý jezdec · a2 bílý pěšec · b2 bílý pěšec · f2 bílý pěšec · g2 bílý pěšec · a1 bílý věž · c1 bílý střelec · e1 bílý král · h1 bílý věž | a8 černý věž · c8 černý střelec · d8 černý dáma · f8 černý věž · a7 černý pěšec · b7 černý pěšec · g7 černý pěšec · e6 černý pěšec · g6 černý král · d5 černý pěšec · e5 bílý pěšec · f5 černý pěšec · g5 bílý jezdec · b4 černý střelec · d4 černý jezdec · g4 bílý dáma · h4 bílý pěšec · c3 bílý jezdec · a2 bílý pěšec · b2 bílý pěšec · f2 bílý pěšec · g2 bílý pěšec · a1 bílý věž · c1 bílý střelec · e1 bílý král · h1 bílý věž | a8 černý věž · c8 černý střelec · d8 černý dáma · f8 černý věž · a7 černý pěšec · b7 černý pěšec · g7 černý pěšec · e6 černý pěšec · g6 černý král · d5 černý pěšec · e5 bílý pěšec · f5 černý pěšec · g5 bílý jezdec · b4 černý střelec · d4 černý jezdec · g4 bílý dáma · h4 bílý pěšec · c3 bílý jezdec · a2 bílý pěšec · b2 bílý pěšec · f2 bílý pěšec · g2 bílý pěšec · a1 bílý věž · c1 bílý střelec · e1 bílý král · h1 bílý věž | a8 černý věž · c8 černý střelec · d8 černý dáma · f8 černý věž · a7 černý pěšec · b7 černý pěšec · g7 černý pěšec · e6 černý pěšec · g6 černý král · d5 černý pěšec · e5 bílý pěšec · f5 černý pěšec · g5 bílý jezdec · b4 černý střelec · d4 černý jezdec · g4 bílý dáma · h4 bílý pěšec · c3 bílý jezdec · a2 bílý pěšec · b2 bílý pěšec · f2 bílý pěšec · g2 bílý pěšec · a1 bílý věž · c1 bílý střelec · e1 bílý král · h1 bílý věž | a8 černý věž · c8 černý střelec · d8 černý dáma · f8 černý věž · a7 černý pěšec · b7 černý pěšec · g7 černý pěšec · e6 černý pěšec · g6 černý král · d5 černý pěšec · e5 bílý pěšec · f5 černý pěšec · g5 bílý jezdec · b4 černý střelec · d4 černý jezdec · g4 bílý dáma · h4 bílý pěšec · c3 bílý jezdec · a2 bílý pěšec · b2 bílý pěšec · f2 bílý pěšec · g2 bílý pěšec · a1 bílý věž · c1 bílý střelec · e1 bílý král · h1 bílý věž | a8 černý věž · c8 černý střelec · d8 černý dáma · f8 černý věž · a7 černý pěšec · b7 černý pěšec · g7 černý pěšec · e6 černý pěšec · g6 černý král · d5 černý pěšec · e5 bílý pěšec · f5 černý pěšec · g5 bílý jezdec · b4 černý střelec · d4 černý jezdec · g4 bílý dáma · h4 bílý pěšec · c3 bílý jezdec · a2 bílý pěšec · b2 bílý pěšec · f2 bílý pěšec · g2 bílý pěšec · a1 bílý věž · c1 bílý střelec · e1 bílý král · h1 bílý věž | a8 černý věž · c8 černý střelec · d8 černý dáma · f8 černý věž · a7 černý pěšec · b7 černý pěšec · g7 černý pěšec · e6 černý pěšec · g6 černý král · d5 černý pěšec · e5 bílý pěšec · f5 černý pěšec · g5 bílý jezdec · b4 černý střelec · d4 černý jezdec · g4 bílý dáma · h4 bílý pěšec · c3 bílý jezdec · a2 bílý pěšec · b2 bílý pěšec · f2 bílý pěšec · g2 bílý pěšec · a1 bílý věž · c1 bílý střelec · e1 bílý král · h1 bílý věž | 3 |
| 2 | a8 černý věž · c8 černý střelec · d8 černý dáma · f8 černý věž · a7 černý pěšec · b7 černý pěšec · g7 černý pěšec · e6 černý pěšec · g6 černý král · d5 černý pěšec · e5 bílý pěšec · f5 černý pěšec · g5 bílý jezdec · b4 černý střelec · d4 černý jezdec · g4 bílý dáma · h4 bílý pěšec · c3 bílý jezdec · a2 bílý pěšec · b2 bílý pěšec · f2 bílý pěšec · g2 bílý pěšec · a1 bílý věž · c1 bílý střelec · e1 bílý král · h1 bílý věž | a8 černý věž · c8 černý střelec · d8 černý dáma · f8 černý věž · a7 černý pěšec · b7 černý pěšec · g7 černý pěšec · e6 černý pěšec · g6 černý král · d5 černý pěšec · e5 bílý pěšec · f5 černý pěšec · g5 bílý jezdec · b4 černý střelec · d4 černý jezdec · g4 bílý dáma · h4 bílý pěšec · c3 bílý jezdec · a2 bílý pěšec · b2 bílý pěšec · f2 bílý pěšec · g2 bílý pěšec · a1 bílý věž · c1 bílý střelec · e1 bílý král · h1 bílý věž | a8 černý věž · c8 černý střelec · d8 černý dáma · f8 černý věž · a7 černý pěšec · b7 černý pěšec · g7 černý pěšec · e6 černý pěšec · g6 černý král · d5 černý pěšec · e5 bílý pěšec · f5 černý pěšec · g5 bílý jezdec · b4 černý střelec · d4 černý jezdec · g4 bílý dáma · h4 bílý pěšec · c3 bílý jezdec · a2 bílý pěšec · b2 bílý pěšec · f2 bílý pěšec · g2 bílý pěšec · a1 bílý věž · c1 bílý střelec · e1 bílý král · h1 bílý věž | a8 černý věž · c8 černý střelec · d8 černý dáma · f8 černý věž · a7 černý pěšec · b7 černý pěšec · g7 černý pěšec · e6 černý pěšec · g6 černý král · d5 černý pěšec · e5 bílý pěšec · f5 černý pěšec · g5 bílý jezdec · b4 černý střelec · d4 černý jezdec · g4 bílý dáma · h4 bílý pěšec · c3 bílý jezdec · a2 bílý pěšec · b2 bílý pěšec · f2 bílý pěšec · g2 bílý pěšec · a1 bílý věž · c1 bílý střelec · e1 bílý král · h1 bílý věž | a8 černý věž · c8 černý střelec · d8 černý dáma · f8 černý věž · a7 černý pěšec · b7 černý pěšec · g7 černý pěšec · e6 černý pěšec · g6 černý král · d5 černý pěšec · e5 bílý pěšec · f5 černý pěšec · g5 bílý jezdec · b4 černý střelec · d4 černý jezdec · g4 bílý dáma · h4 bílý pěšec · c3 bílý jezdec · a2 bílý pěšec · b2 bílý pěšec · f2 bílý pěšec · g2 bílý pěšec · a1 bílý věž · c1 bílý střelec · e1 bílý král · h1 bílý věž | a8 černý věž · c8 černý střelec · d8 černý dáma · f8 černý věž · a7 černý pěšec · b7 černý pěšec · g7 černý pěšec · e6 černý pěšec · g6 černý král · d5 černý pěšec · e5 bílý pěšec · f5 černý pěšec · g5 bílý jezdec · b4 černý střelec · d4 černý jezdec · g4 bílý dáma · h4 bílý pěšec · c3 bílý jezdec · a2 bílý pěšec · b2 bílý pěšec · f2 bílý pěšec · g2 bílý pěšec · a1 bílý věž · c1 bílý střelec · e1 bílý král · h1 bílý věž | a8 černý věž · c8 černý střelec · d8 černý dáma · f8 černý věž · a7 černý pěšec · b7 černý pěšec · g7 černý pěšec · e6 černý pěšec · g6 černý král · d5 černý pěšec · e5 bílý pěšec · f5 černý pěšec · g5 bílý jezdec · b4 černý střelec · d4 černý jezdec · g4 bílý dáma · h4 bílý pěšec · c3 bílý jezdec · a2 bílý pěšec · b2 bílý pěšec · f2 bílý pěšec · g2 bílý pěšec · a1 bílý věž · c1 bílý střelec · e1 bílý král · h1 bílý věž | a8 černý věž · c8 černý střelec · d8 černý dáma · f8 černý věž · a7 černý pěšec · b7 černý pěšec · g7 černý pěšec · e6 černý pěšec · g6 černý král · d5 černý pěšec · e5 bílý pěšec · f5 černý pěšec · g5 bílý jezdec · b4 černý střelec · d4 černý jezdec · g4 bílý dáma · h4 bílý pěšec · c3 bílý jezdec · a2 bílý pěšec · b2 bílý pěšec · f2 bílý pěšec · g2 bílý pěšec · a1 bílý věž · c1 bílý střelec · e1 bílý král · h1 bílý věž | 2 |
| 1 | a8 černý věž · c8 černý střelec · d8 černý dáma · f8 černý věž · a7 černý pěšec · b7 černý pěšec · g7 černý pěšec · e6 černý pěšec · g6 černý král · d5 černý pěšec · e5 bílý pěšec · f5 černý pěšec · g5 bílý jezdec · b4 černý střelec · d4 černý jezdec · g4 bílý dáma · h4 bílý pěšec · c3 bílý jezdec · a2 bílý pěšec · b2 bílý pěšec · f2 bílý pěšec · g2 bílý pěšec · a1 bílý věž · c1 bílý střelec · e1 bílý král · h1 bílý věž | a8 černý věž · c8 černý střelec · d8 černý dáma · f8 černý věž · a7 černý pěšec · b7 černý pěšec · g7 černý pěšec · e6 černý pěšec · g6 černý král · d5 černý pěšec · e5 bílý pěšec · f5 černý pěšec · g5 bílý jezdec · b4 černý střelec · d4 černý jezdec · g4 bílý dáma · h4 bílý pěšec · c3 bílý jezdec · a2 bílý pěšec · b2 bílý pěšec · f2 bílý pěšec · g2 bílý pěšec · a1 bílý věž · c1 bílý střelec · e1 bílý král · h1 bílý věž | a8 černý věž · c8 černý střelec · d8 černý dáma · f8 černý věž · a7 černý pěšec · b7 černý pěšec · g7 černý pěšec · e6 černý pěšec · g6 černý král · d5 černý pěšec · e5 bílý pěšec · f5 černý pěšec · g5 bílý jezdec · b4 černý střelec · d4 černý jezdec · g4 bílý dáma · h4 bílý pěšec · c3 bílý jezdec · a2 bílý pěšec · b2 bílý pěšec · f2 bílý pěšec · g2 bílý pěšec · a1 bílý věž · c1 bílý střelec · e1 bílý král · h1 bílý věž | a8 černý věž · c8 černý střelec · d8 černý dáma · f8 černý věž · a7 černý pěšec · b7 černý pěšec · g7 černý pěšec · e6 černý pěšec · g6 černý král · d5 černý pěšec · e5 bílý pěšec · f5 černý pěšec · g5 bílý jezdec · b4 černý střelec · d4 černý jezdec · g4 bílý dáma · h4 bílý pěšec · c3 bílý jezdec · a2 bílý pěšec · b2 bílý pěšec · f2 bílý pěšec · g2 bílý pěšec · a1 bílý věž · c1 bílý střelec · e1 bílý král · h1 bílý věž | a8 černý věž · c8 černý střelec · d8 černý dáma · f8 černý věž · a7 černý pěšec · b7 černý pěšec · g7 černý pěšec · e6 černý pěšec · g6 černý král · d5 černý pěšec · e5 bílý pěšec · f5 černý pěšec · g5 bílý jezdec · b4 černý střelec · d4 černý jezdec · g4 bílý dáma · h4 bílý pěšec · c3 bílý jezdec · a2 bílý pěšec · b2 bílý pěšec · f2 bílý pěšec · g2 bílý pěšec · a1 bílý věž · c1 bílý střelec · e1 bílý král · h1 bílý věž | a8 černý věž · c8 černý střelec · d8 černý dáma · f8 černý věž · a7 černý pěšec · b7 černý pěšec · g7 černý pěšec · e6 černý pěšec · g6 černý král · d5 černý pěšec · e5 bílý pěšec · f5 černý pěšec · g5 bílý jezdec · b4 černý střelec · d4 černý jezdec · g4 bílý dáma · h4 bílý pěšec · c3 bílý jezdec · a2 bílý pěšec · b2 bílý pěšec · f2 bílý pěšec · g2 bílý pěšec · a1 bílý věž · c1 bílý střelec · e1 bílý král · h1 bílý věž | a8 černý věž · c8 černý střelec · d8 černý dáma · f8 černý věž · a7 černý pěšec · b7 černý pěšec · g7 černý pěšec · e6 černý pěšec · g6 černý král · d5 černý pěšec · e5 bílý pěšec · f5 černý pěšec · g5 bílý jezdec · b4 černý střelec · d4 černý jezdec · g4 bílý dáma · h4 bílý pěšec · c3 bílý jezdec · a2 bílý pěšec · b2 bílý pěšec · f2 bílý pěšec · g2 bílý pěšec · a1 bílý věž · c1 bílý střelec · e1 bílý král · h1 bílý věž | a8 černý věž · c8 černý střelec · d8 černý dáma · f8 černý věž · a7 černý pěšec · b7 černý pěšec · g7 černý pěšec · e6 černý pěšec · g6 černý král · d5 černý pěšec · e5 bílý pěšec · f5 černý pěšec · g5 bílý jezdec · b4 černý střelec · d4 černý jezdec · g4 bílý dáma · h4 bílý pěšec · c3 bílý jezdec · a2 bílý pěšec · b2 bílý pěšec · f2 bílý pěšec · g2 bílý pěšec · a1 bílý věž · c1 bílý střelec · e1 bílý král · h1 bílý věž | 1 |
|   | a | b | c | d | e | f | g | h |   |

|   | a | b | c | d | e | f | g | h |   |
| 8 | a8 černý věž · c8 černý střelec · d8 černý dáma · f8 černý věž · a7 černý pěšec · b7 černý pěšec · e6 bílý jezdec · h6 černý král · d5 černý pěšec · e5 bílý pěšec · f5 černý pěšec · g5 černý pěšec · h5 bílý pěšec · b4 černý střelec · d4 černý jezdec · g4 bílý dáma · c3 bílý jezdec · a2 bílý pěšec · b2 bílý pěšec · f2 bílý pěšec · g2 bílý pěšec · a1 bílý věž · c1 bílý střelec · e1 bílý král · h1 bílý věž | a8 černý věž · c8 černý střelec · d8 černý dáma · f8 černý věž · a7 černý pěšec · b7 černý pěšec · e6 bílý jezdec · h6 černý král · d5 černý pěšec · e5 bílý pěšec · f5 černý pěšec · g5 černý pěšec · h5 bílý pěšec · b4 černý střelec · d4 černý jezdec · g4 bílý dáma · c3 bílý jezdec · a2 bílý pěšec · b2 bílý pěšec · f2 bílý pěšec · g2 bílý pěšec · a1 bílý věž · c1 bílý střelec · e1 bílý král · h1 bílý věž | a8 černý věž · c8 černý střelec · d8 černý dáma · f8 černý věž · a7 černý pěšec · b7 černý pěšec · e6 bílý jezdec · h6 černý král · d5 černý pěšec · e5 bílý pěšec · f5 černý pěšec · g5 černý pěšec · h5 bílý pěšec · b4 černý střelec · d4 černý jezdec · g4 bílý dáma · c3 bílý jezdec · a2 bílý pěšec · b2 bílý pěšec · f2 bílý pěšec · g2 bílý pěšec · a1 bílý věž · c1 bílý střelec · e1 bílý král · h1 bílý věž | a8 černý věž · c8 černý střelec · d8 černý dáma · f8 černý věž · a7 černý pěšec · b7 černý pěšec · e6 bílý jezdec · h6 černý král · d5 černý pěšec · e5 bílý pěšec · f5 černý pěšec · g5 černý pěšec · h5 bílý pěšec · b4 černý střelec · d4 černý jezdec · g4 bílý dáma · c3 bílý jezdec · a2 bílý pěšec · b2 bílý pěšec · f2 bílý pěšec · g2 bílý pěšec · a1 bílý věž · c1 bílý střelec · e1 bílý král · h1 bílý věž | a8 černý věž · c8 černý střelec · d8 černý dáma · f8 černý věž · a7 černý pěšec · b7 černý pěšec · e6 bílý jezdec · h6 černý král · d5 černý pěšec · e5 bílý pěšec · f5 černý pěšec · g5 černý pěšec · h5 bílý pěšec · b4 černý střelec · d4 černý jezdec · g4 bílý dáma · c3 bílý jezdec · a2 bílý pěšec · b2 bílý pěšec · f2 bílý pěšec · g2 bílý pěšec · a1 bílý věž · c1 bílý střelec · e1 bílý král · h1 bílý věž | a8 černý věž · c8 černý střelec · d8 černý dáma · f8 černý věž · a7 černý pěšec · b7 černý pěšec · e6 bílý jezdec · h6 černý král · d5 černý pěšec · e5 bílý pěšec · f5 černý pěšec · g5 černý pěšec · h5 bílý pěšec · b4 černý střelec · d4 černý jezdec · g4 bílý dáma · c3 bílý jezdec · a2 bílý pěšec · b2 bílý pěšec · f2 bílý pěšec · g2 bílý pěšec · a1 bílý věž · c1 bílý střelec · e1 bílý král · h1 bílý věž | a8 černý věž · c8 černý střelec · d8 černý dáma · f8 černý věž · a7 černý pěšec · b7 černý pěšec · e6 bílý jezdec · h6 černý král · d5 černý pěšec · e5 bílý pěšec · f5 černý pěšec · g5 černý pěšec · h5 bílý pěšec · b4 černý střelec · d4 černý jezdec · g4 bílý dáma · c3 bílý jezdec · a2 bílý pěšec · b2 bílý pěšec · f2 bílý pěšec · g2 bílý pěšec · a1 bílý věž · c1 bílý střelec · e1 bílý král · h1 bílý věž | a8 černý věž · c8 černý střelec · d8 černý dáma · f8 černý věž · a7 černý pěšec · b7 černý pěšec · e6 bílý jezdec · h6 černý král · d5 černý pěšec · e5 bílý pěšec · f5 černý pěšec · g5 černý pěšec · h5 bílý pěšec · b4 černý střelec · d4 černý jezdec · g4 bílý dáma · c3 bílý jezdec · a2 bílý pěšec · b2 bílý pěšec · f2 bílý pěšec · g2 bílý pěšec · a1 bílý věž · c1 bílý střelec · e1 bílý král · h1 bílý věž | 8 |
| 7 | a8 černý věž · c8 černý střelec · d8 černý dáma · f8 černý věž · a7 černý pěšec · b7 černý pěšec · e6 bílý jezdec · h6 černý král · d5 černý pěšec · e5 bílý pěšec · f5 černý pěšec · g5 černý pěšec · h5 bílý pěšec · b4 černý střelec · d4 černý jezdec · g4 bílý dáma · c3 bílý jezdec · a2 bílý pěšec · b2 bílý pěšec · f2 bílý pěšec · g2 bílý pěšec · a1 bílý věž · c1 bílý střelec · e1 bílý král · h1 bílý věž | a8 černý věž · c8 černý střelec · d8 černý dáma · f8 černý věž · a7 černý pěšec · b7 černý pěšec · e6 bílý jezdec · h6 černý král · d5 černý pěšec · e5 bílý pěšec · f5 černý pěšec · g5 černý pěšec · h5 bílý pěšec · b4 černý střelec · d4 černý jezdec · g4 bílý dáma · c3 bílý jezdec · a2 bílý pěšec · b2 bílý pěšec · f2 bílý pěšec · g2 bílý pěšec · a1 bílý věž · c1 bílý střelec · e1 bílý král · h1 bílý věž | a8 černý věž · c8 černý střelec · d8 černý dáma · f8 černý věž · a7 černý pěšec · b7 černý pěšec · e6 bílý jezdec · h6 černý král · d5 černý pěšec · e5 bílý pěšec · f5 černý pěšec · g5 černý pěšec · h5 bílý pěšec · b4 černý střelec · d4 černý jezdec · g4 bílý dáma · c3 bílý jezdec · a2 bílý pěšec · b2 bílý pěšec · f2 bílý pěšec · g2 bílý pěšec · a1 bílý věž · c1 bílý střelec · e1 bílý král · h1 bílý věž | a8 černý věž · c8 černý střelec · d8 černý dáma · f8 černý věž · a7 černý pěšec · b7 černý pěšec · e6 bílý jezdec · h6 černý král · d5 černý pěšec · e5 bílý pěšec · f5 černý pěšec · g5 černý pěšec · h5 bílý pěšec · b4 černý střelec · d4 černý jezdec · g4 bílý dáma · c3 bílý jezdec · a2 bílý pěšec · b2 bílý pěšec · f2 bílý pěšec · g2 bílý pěšec · a1 bílý věž · c1 bílý střelec · e1 bílý král · h1 bílý věž | a8 černý věž · c8 černý střelec · d8 černý dáma · f8 černý věž · a7 černý pěšec · b7 černý pěšec · e6 bílý jezdec · h6 černý král · d5 černý pěšec · e5 bílý pěšec · f5 černý pěšec · g5 černý pěšec · h5 bílý pěšec · b4 černý střelec · d4 černý jezdec · g4 bílý dáma · c3 bílý jezdec · a2 bílý pěšec · b2 bílý pěšec · f2 bílý pěšec · g2 bílý pěšec · a1 bílý věž · c1 bílý střelec · e1 bílý král · h1 bílý věž | a8 černý věž · c8 černý střelec · d8 černý dáma · f8 černý věž · a7 černý pěšec · b7 černý pěšec · e6 bílý jezdec · h6 černý král · d5 černý pěšec · e5 bílý pěšec · f5 černý pěšec · g5 černý pěšec · h5 bílý pěšec · b4 černý střelec · d4 černý jezdec · g4 bílý dáma · c3 bílý jezdec · a2 bílý pěšec · b2 bílý pěšec · f2 bílý pěšec · g2 bílý pěšec · a1 bílý věž · c1 bílý střelec · e1 bílý král · h1 bílý věž | a8 černý věž · c8 černý střelec · d8 černý dáma · f8 černý věž · a7 černý pěšec · b7 černý pěšec · e6 bílý jezdec · h6 černý král · d5 černý pěšec · e5 bílý pěšec · f5 černý pěšec · g5 černý pěšec · h5 bílý pěšec · b4 černý střelec · d4 černý jezdec · g4 bílý dáma · c3 bílý jezdec · a2 bílý pěšec · b2 bílý pěšec · f2 bílý pěšec · g2 bílý pěšec · a1 bílý věž · c1 bílý střelec · e1 bílý král · h1 bílý věž | a8 černý věž · c8 černý střelec · d8 černý dáma · f8 černý věž · a7 černý pěšec · b7 černý pěšec · e6 bílý jezdec · h6 černý král · d5 černý pěšec · e5 bílý pěšec · f5 černý pěšec · g5 černý pěšec · h5 bílý pěšec · b4 černý střelec · d4 černý jezdec · g4 bílý dáma · c3 bílý jezdec · a2 bílý pěšec · b2 bílý pěšec · f2 bílý pěšec · g2 bílý pěšec · a1 bílý věž · c1 bílý střelec · e1 bílý král · h1 bílý věž | 7 |
| 6 | a8 černý věž · c8 černý střelec · d8 černý dáma · f8 černý věž · a7 černý pěšec · b7 černý pěšec · e6 bílý jezdec · h6 černý král · d5 černý pěšec · e5 bílý pěšec · f5 černý pěšec · g5 černý pěšec · h5 bílý pěšec · b4 černý střelec · d4 černý jezdec · g4 bílý dáma · c3 bílý jezdec · a2 bílý pěšec · b2 bílý pěšec · f2 bílý pěšec · g2 bílý pěšec · a1 bílý věž · c1 bílý střelec · e1 bílý král · h1 bílý věž | a8 černý věž · c8 černý střelec · d8 černý dáma · f8 černý věž · a7 černý pěšec · b7 černý pěšec · e6 bílý jezdec · h6 černý král · d5 černý pěšec · e5 bílý pěšec · f5 černý pěšec · g5 černý pěšec · h5 bílý pěšec · b4 černý střelec · d4 černý jezdec · g4 bílý dáma · c3 bílý jezdec · a2 bílý pěšec · b2 bílý pěšec · f2 bílý pěšec · g2 bílý pěšec · a1 bílý věž · c1 bílý střelec · e1 bílý král · h1 bílý věž | a8 černý věž · c8 černý střelec · d8 černý dáma · f8 černý věž · a7 černý pěšec · b7 černý pěšec · e6 bílý jezdec · h6 černý král · d5 černý pěšec · e5 bílý pěšec · f5 černý pěšec · g5 černý pěšec · h5 bílý pěšec · b4 černý střelec · d4 černý jezdec · g4 bílý dáma · c3 bílý jezdec · a2 bílý pěšec · b2 bílý pěšec · f2 bílý pěšec · g2 bílý pěšec · a1 bílý věž · c1 bílý střelec · e1 bílý král · h1 bílý věž | a8 černý věž · c8 černý střelec · d8 černý dáma · f8 černý věž · a7 černý pěšec · b7 černý pěšec · e6 bílý jezdec · h6 černý král · d5 černý pěšec · e5 bílý pěšec · f5 černý pěšec · g5 černý pěšec · h5 bílý pěšec · b4 černý střelec · d4 černý jezdec · g4 bílý dáma · c3 bílý jezdec · a2 bílý pěšec · b2 bílý pěšec · f2 bílý pěšec · g2 bílý pěšec · a1 bílý věž · c1 bílý střelec · e1 bílý král · h1 bílý věž | a8 černý věž · c8 černý střelec · d8 černý dáma · f8 černý věž · a7 černý pěšec · b7 černý pěšec · e6 bílý jezdec · h6 černý král · d5 černý pěšec · e5 bílý pěšec · f5 černý pěšec · g5 černý pěšec · h5 bílý pěšec · b4 černý střelec · d4 černý jezdec · g4 bílý dáma · c3 bílý jezdec · a2 bílý pěšec · b2 bílý pěšec · f2 bílý pěšec · g2 bílý pěšec · a1 bílý věž · c1 bílý střelec · e1 bílý král · h1 bílý věž | a8 černý věž · c8 černý střelec · d8 černý dáma · f8 černý věž · a7 černý pěšec · b7 černý pěšec · e6 bílý jezdec · h6 černý král · d5 černý pěšec · e5 bílý pěšec · f5 černý pěšec · g5 černý pěšec · h5 bílý pěšec · b4 černý střelec · d4 černý jezdec · g4 bílý dáma · c3 bílý jezdec · a2 bílý pěšec · b2 bílý pěšec · f2 bílý pěšec · g2 bílý pěšec · a1 bílý věž · c1 bílý střelec · e1 bílý král · h1 bílý věž | a8 černý věž · c8 černý střelec · d8 černý dáma · f8 černý věž · a7 černý pěšec · b7 černý pěšec · e6 bílý jezdec · h6 černý král · d5 černý pěšec · e5 bílý pěšec · f5 černý pěšec · g5 černý pěšec · h5 bílý pěšec · b4 černý střelec · d4 černý jezdec · g4 bílý dáma · c3 bílý jezdec · a2 bílý pěšec · b2 bílý pěšec · f2 bílý pěšec · g2 bílý pěšec · a1 bílý věž · c1 bílý střelec · e1 bílý král · h1 bílý věž | a8 černý věž · c8 černý střelec · d8 černý dáma · f8 černý věž · a7 černý pěšec · b7 černý pěšec · e6 bílý jezdec · h6 černý král · d5 černý pěšec · e5 bílý pěšec · f5 černý pěšec · g5 černý pěšec · h5 bílý pěšec · b4 černý střelec · d4 černý jezdec · g4 bílý dáma · c3 bílý jezdec · a2 bílý pěšec · b2 bílý pěšec · f2 bílý pěšec · g2 bílý pěšec · a1 bílý věž · c1 bílý střelec · e1 bílý král · h1 bílý věž | 6 |
| 5 | a8 černý věž · c8 černý střelec · d8 černý dáma · f8 černý věž · a7 černý pěšec · b7 černý pěšec · e6 bílý jezdec · h6 černý král · d5 černý pěšec · e5 bílý pěšec · f5 černý pěšec · g5 černý pěšec · h5 bílý pěšec · b4 černý střelec · d4 černý jezdec · g4 bílý dáma · c3 bílý jezdec · a2 bílý pěšec · b2 bílý pěšec · f2 bílý pěšec · g2 bílý pěšec · a1 bílý věž · c1 bílý střelec · e1 bílý král · h1 bílý věž | a8 černý věž · c8 černý střelec · d8 černý dáma · f8 černý věž · a7 černý pěšec · b7 černý pěšec · e6 bílý jezdec · h6 černý král · d5 černý pěšec · e5 bílý pěšec · f5 černý pěšec · g5 černý pěšec · h5 bílý pěšec · b4 černý střelec · d4 černý jezdec · g4 bílý dáma · c3 bílý jezdec · a2 bílý pěšec · b2 bílý pěšec · f2 bílý pěšec · g2 bílý pěšec · a1 bílý věž · c1 bílý střelec · e1 bílý král · h1 bílý věž | a8 černý věž · c8 černý střelec · d8 černý dáma · f8 černý věž · a7 černý pěšec · b7 černý pěšec · e6 bílý jezdec · h6 černý král · d5 černý pěšec · e5 bílý pěšec · f5 černý pěšec · g5 černý pěšec · h5 bílý pěšec · b4 černý střelec · d4 černý jezdec · g4 bílý dáma · c3 bílý jezdec · a2 bílý pěšec · b2 bílý pěšec · f2 bílý pěšec · g2 bílý pěšec · a1 bílý věž · c1 bílý střelec · e1 bílý král · h1 bílý věž | a8 černý věž · c8 černý střelec · d8 černý dáma · f8 černý věž · a7 černý pěšec · b7 černý pěšec · e6 bílý jezdec · h6 černý král · d5 černý pěšec · e5 bílý pěšec · f5 černý pěšec · g5 černý pěšec · h5 bílý pěšec · b4 černý střelec · d4 černý jezdec · g4 bílý dáma · c3 bílý jezdec · a2 bílý pěšec · b2 bílý pěšec · f2 bílý pěšec · g2 bílý pěšec · a1 bílý věž · c1 bílý střelec · e1 bílý král · h1 bílý věž | a8 černý věž · c8 černý střelec · d8 černý dáma · f8 černý věž · a7 černý pěšec · b7 černý pěšec · e6 bílý jezdec · h6 černý král · d5 černý pěšec · e5 bílý pěšec · f5 černý pěšec · g5 černý pěšec · h5 bílý pěšec · b4 černý střelec · d4 černý jezdec · g4 bílý dáma · c3 bílý jezdec · a2 bílý pěšec · b2 bílý pěšec · f2 bílý pěšec · g2 bílý pěšec · a1 bílý věž · c1 bílý střelec · e1 bílý král · h1 bílý věž | a8 černý věž · c8 černý střelec · d8 černý dáma · f8 černý věž · a7 černý pěšec · b7 černý pěšec · e6 bílý jezdec · h6 černý král · d5 černý pěšec · e5 bílý pěšec · f5 černý pěšec · g5 černý pěšec · h5 bílý pěšec · b4 černý střelec · d4 černý jezdec · g4 bílý dáma · c3 bílý jezdec · a2 bílý pěšec · b2 bílý pěšec · f2 bílý pěšec · g2 bílý pěšec · a1 bílý věž · c1 bílý střelec · e1 bílý král · h1 bílý věž | a8 černý věž · c8 černý střelec · d8 černý dáma · f8 černý věž · a7 černý pěšec · b7 černý pěšec · e6 bílý jezdec · h6 černý král · d5 černý pěšec · e5 bílý pěšec · f5 černý pěšec · g5 černý pěšec · h5 bílý pěšec · b4 černý střelec · d4 černý jezdec · g4 bílý dáma · c3 bílý jezdec · a2 bílý pěšec · b2 bílý pěšec · f2 bílý pěšec · g2 bílý pěšec · a1 bílý věž · c1 bílý střelec · e1 bílý král · h1 bílý věž | a8 černý věž · c8 černý střelec · d8 černý dáma · f8 černý věž · a7 černý pěšec · b7 černý pěšec · e6 bílý jezdec · h6 černý král · d5 černý pěšec · e5 bílý pěšec · f5 černý pěšec · g5 černý pěšec · h5 bílý pěšec · b4 černý střelec · d4 černý jezdec · g4 bílý dáma · c3 bílý jezdec · a2 bílý pěšec · b2 bílý pěšec · f2 bílý pěšec · g2 bílý pěšec · a1 bílý věž · c1 bílý střelec · e1 bílý král · h1 bílý věž | 5 |
| 4 | a8 černý věž · c8 černý střelec · d8 černý dáma · f8 černý věž · a7 černý pěšec · b7 černý pěšec · e6 bílý jezdec · h6 černý král · d5 černý pěšec · e5 bílý pěšec · f5 černý pěšec · g5 černý pěšec · h5 bílý pěšec · b4 černý střelec · d4 černý jezdec · g4 bílý dáma · c3 bílý jezdec · a2 bílý pěšec · b2 bílý pěšec · f2 bílý pěšec · g2 bílý pěšec · a1 bílý věž · c1 bílý střelec · e1 bílý král · h1 bílý věž | a8 černý věž · c8 černý střelec · d8 černý dáma · f8 černý věž · a7 černý pěšec · b7 černý pěšec · e6 bílý jezdec · h6 černý král · d5 černý pěšec · e5 bílý pěšec · f5 černý pěšec · g5 černý pěšec · h5 bílý pěšec · b4 černý střelec · d4 černý jezdec · g4 bílý dáma · c3 bílý jezdec · a2 bílý pěšec · b2 bílý pěšec · f2 bílý pěšec · g2 bílý pěšec · a1 bílý věž · c1 bílý střelec · e1 bílý král · h1 bílý věž | a8 černý věž · c8 černý střelec · d8 černý dáma · f8 černý věž · a7 černý pěšec · b7 černý pěšec · e6 bílý jezdec · h6 černý král · d5 černý pěšec · e5 bílý pěšec · f5 černý pěšec · g5 černý pěšec · h5 bílý pěšec · b4 černý střelec · d4 černý jezdec · g4 bílý dáma · c3 bílý jezdec · a2 bílý pěšec · b2 bílý pěšec · f2 bílý pěšec · g2 bílý pěšec · a1 bílý věž · c1 bílý střelec · e1 bílý král · h1 bílý věž | a8 černý věž · c8 černý střelec · d8 černý dáma · f8 černý věž · a7 černý pěšec · b7 černý pěšec · e6 bílý jezdec · h6 černý král · d5 černý pěšec · e5 bílý pěšec · f5 černý pěšec · g5 černý pěšec · h5 bílý pěšec · b4 černý střelec · d4 černý jezdec · g4 bílý dáma · c3 bílý jezdec · a2 bílý pěšec · b2 bílý pěšec · f2 bílý pěšec · g2 bílý pěšec · a1 bílý věž · c1 bílý střelec · e1 bílý král · h1 bílý věž | a8 černý věž · c8 černý střelec · d8 černý dáma · f8 černý věž · a7 černý pěšec · b7 černý pěšec · e6 bílý jezdec · h6 černý král · d5 černý pěšec · e5 bílý pěšec · f5 černý pěšec · g5 černý pěšec · h5 bílý pěšec · b4 černý střelec · d4 černý jezdec · g4 bílý dáma · c3 bílý jezdec · a2 bílý pěšec · b2 bílý pěšec · f2 bílý pěšec · g2 bílý pěšec · a1 bílý věž · c1 bílý střelec · e1 bílý král · h1 bílý věž | a8 černý věž · c8 černý střelec · d8 černý dáma · f8 černý věž · a7 černý pěšec · b7 černý pěšec · e6 bílý jezdec · h6 černý král · d5 černý pěšec · e5 bílý pěšec · f5 černý pěšec · g5 černý pěšec · h5 bílý pěšec · b4 černý střelec · d4 černý jezdec · g4 bílý dáma · c3 bílý jezdec · a2 bílý pěšec · b2 bílý pěšec · f2 bílý pěšec · g2 bílý pěšec · a1 bílý věž · c1 bílý střelec · e1 bílý král · h1 bílý věž | a8 černý věž · c8 černý střelec · d8 černý dáma · f8 černý věž · a7 černý pěšec · b7 černý pěšec · e6 bílý jezdec · h6 černý král · d5 černý pěšec · e5 bílý pěšec · f5 černý pěšec · g5 černý pěšec · h5 bílý pěšec · b4 černý střelec · d4 černý jezdec · g4 bílý dáma · c3 bílý jezdec · a2 bílý pěšec · b2 bílý pěšec · f2 bílý pěšec · g2 bílý pěšec · a1 bílý věž · c1 bílý střelec · e1 bílý král · h1 bílý věž | a8 černý věž · c8 černý střelec · d8 černý dáma · f8 černý věž · a7 černý pěšec · b7 černý pěšec · e6 bílý jezdec · h6 černý král · d5 černý pěšec · e5 bílý pěšec · f5 černý pěšec · g5 černý pěšec · h5 bílý pěšec · b4 černý střelec · d4 černý jezdec · g4 bílý dáma · c3 bílý jezdec · a2 bílý pěšec · b2 bílý pěšec · f2 bílý pěšec · g2 bílý pěšec · a1 bílý věž · c1 bílý střelec · e1 bílý král · h1 bílý věž | 4 |
| 3 | a8 černý věž · c8 černý střelec · d8 černý dáma · f8 černý věž · a7 černý pěšec · b7 černý pěšec · e6 bílý jezdec · h6 černý král · d5 černý pěšec · e5 bílý pěšec · f5 černý pěšec · g5 černý pěšec · h5 bílý pěšec · b4 černý střelec · d4 černý jezdec · g4 bílý dáma · c3 bílý jezdec · a2 bílý pěšec · b2 bílý pěšec · f2 bílý pěšec · g2 bílý pěšec · a1 bílý věž · c1 bílý střelec · e1 bílý král · h1 bílý věž | a8 černý věž · c8 černý střelec · d8 černý dáma · f8 černý věž · a7 černý pěšec · b7 černý pěšec · e6 bílý jezdec · h6 černý král · d5 černý pěšec · e5 bílý pěšec · f5 černý pěšec · g5 černý pěšec · h5 bílý pěšec · b4 černý střelec · d4 černý jezdec · g4 bílý dáma · c3 bílý jezdec · a2 bílý pěšec · b2 bílý pěšec · f2 bílý pěšec · g2 bílý pěšec · a1 bílý věž · c1 bílý střelec · e1 bílý král · h1 bílý věž | a8 černý věž · c8 černý střelec · d8 černý dáma · f8 černý věž · a7 černý pěšec · b7 černý pěšec · e6 bílý jezdec · h6 černý král · d5 černý pěšec · e5 bílý pěšec · f5 černý pěšec · g5 černý pěšec · h5 bílý pěšec · b4 černý střelec · d4 černý jezdec · g4 bílý dáma · c3 bílý jezdec · a2 bílý pěšec · b2 bílý pěšec · f2 bílý pěšec · g2 bílý pěšec · a1 bílý věž · c1 bílý střelec · e1 bílý král · h1 bílý věž | a8 černý věž · c8 černý střelec · d8 černý dáma · f8 černý věž · a7 černý pěšec · b7 černý pěšec · e6 bílý jezdec · h6 černý král · d5 černý pěšec · e5 bílý pěšec · f5 černý pěšec · g5 černý pěšec · h5 bílý pěšec · b4 černý střelec · d4 černý jezdec · g4 bílý dáma · c3 bílý jezdec · a2 bílý pěšec · b2 bílý pěšec · f2 bílý pěšec · g2 bílý pěšec · a1 bílý věž · c1 bílý střelec · e1 bílý král · h1 bílý věž | a8 černý věž · c8 černý střelec · d8 černý dáma · f8 černý věž · a7 černý pěšec · b7 černý pěšec · e6 bílý jezdec · h6 černý král · d5 černý pěšec · e5 bílý pěšec · f5 černý pěšec · g5 černý pěšec · h5 bílý pěšec · b4 černý střelec · d4 černý jezdec · g4 bílý dáma · c3 bílý jezdec · a2 bílý pěšec · b2 bílý pěšec · f2 bílý pěšec · g2 bílý pěšec · a1 bílý věž · c1 bílý střelec · e1 bílý král · h1 bílý věž | a8 černý věž · c8 černý střelec · d8 černý dáma · f8 černý věž · a7 černý pěšec · b7 černý pěšec · e6 bílý jezdec · h6 černý král · d5 černý pěšec · e5 bílý pěšec · f5 černý pěšec · g5 černý pěšec · h5 bílý pěšec · b4 černý střelec · d4 černý jezdec · g4 bílý dáma · c3 bílý jezdec · a2 bílý pěšec · b2 bílý pěšec · f2 bílý pěšec · g2 bílý pěšec · a1 bílý věž · c1 bílý střelec · e1 bílý král · h1 bílý věž | a8 černý věž · c8 černý střelec · d8 černý dáma · f8 černý věž · a7 černý pěšec · b7 černý pěšec · e6 bílý jezdec · h6 černý král · d5 černý pěšec · e5 bílý pěšec · f5 černý pěšec · g5 černý pěšec · h5 bílý pěšec · b4 černý střelec · d4 černý jezdec · g4 bílý dáma · c3 bílý jezdec · a2 bílý pěšec · b2 bílý pěšec · f2 bílý pěšec · g2 bílý pěšec · a1 bílý věž · c1 bílý střelec · e1 bílý král · h1 bílý věž | a8 černý věž · c8 černý střelec · d8 černý dáma · f8 černý věž · a7 černý pěšec · b7 černý pěšec · e6 bílý jezdec · h6 černý král · d5 černý pěšec · e5 bílý pěšec · f5 černý pěšec · g5 černý pěšec · h5 bílý pěšec · b4 černý střelec · d4 černý jezdec · g4 bílý dáma · c3 bílý jezdec · a2 bílý pěšec · b2 bílý pěšec · f2 bílý pěšec · g2 bílý pěšec · a1 bílý věž · c1 bílý střelec · e1 bílý král · h1 bílý věž | 3 |
| 2 | a8 černý věž · c8 černý střelec · d8 černý dáma · f8 černý věž · a7 černý pěšec · b7 černý pěšec · e6 bílý jezdec · h6 černý král · d5 černý pěšec · e5 bílý pěšec · f5 černý pěšec · g5 černý pěšec · h5 bílý pěšec · b4 černý střelec · d4 černý jezdec · g4 bílý dáma · c3 bílý jezdec · a2 bílý pěšec · b2 bílý pěšec · f2 bílý pěšec · g2 bílý pěšec · a1 bílý věž · c1 bílý střelec · e1 bílý král · h1 bílý věž | a8 černý věž · c8 černý střelec · d8 černý dáma · f8 černý věž · a7 černý pěšec · b7 černý pěšec · e6 bílý jezdec · h6 černý král · d5 černý pěšec · e5 bílý pěšec · f5 černý pěšec · g5 černý pěšec · h5 bílý pěšec · b4 černý střelec · d4 černý jezdec · g4 bílý dáma · c3 bílý jezdec · a2 bílý pěšec · b2 bílý pěšec · f2 bílý pěšec · g2 bílý pěšec · a1 bílý věž · c1 bílý střelec · e1 bílý král · h1 bílý věž | a8 černý věž · c8 černý střelec · d8 černý dáma · f8 černý věž · a7 černý pěšec · b7 černý pěšec · e6 bílý jezdec · h6 černý král · d5 černý pěšec · e5 bílý pěšec · f5 černý pěšec · g5 černý pěšec · h5 bílý pěšec · b4 černý střelec · d4 černý jezdec · g4 bílý dáma · c3 bílý jezdec · a2 bílý pěšec · b2 bílý pěšec · f2 bílý pěšec · g2 bílý pěšec · a1 bílý věž · c1 bílý střelec · e1 bílý král · h1 bílý věž | a8 černý věž · c8 černý střelec · d8 černý dáma · f8 černý věž · a7 černý pěšec · b7 černý pěšec · e6 bílý jezdec · h6 černý král · d5 černý pěšec · e5 bílý pěšec · f5 černý pěšec · g5 černý pěšec · h5 bílý pěšec · b4 černý střelec · d4 černý jezdec · g4 bílý dáma · c3 bílý jezdec · a2 bílý pěšec · b2 bílý pěšec · f2 bílý pěšec · g2 bílý pěšec · a1 bílý věž · c1 bílý střelec · e1 bílý král · h1 bílý věž | a8 černý věž · c8 černý střelec · d8 černý dáma · f8 černý věž · a7 černý pěšec · b7 černý pěšec · e6 bílý jezdec · h6 černý král · d5 černý pěšec · e5 bílý pěšec · f5 černý pěšec · g5 černý pěšec · h5 bílý pěšec · b4 černý střelec · d4 černý jezdec · g4 bílý dáma · c3 bílý jezdec · a2 bílý pěšec · b2 bílý pěšec · f2 bílý pěšec · g2 bílý pěšec · a1 bílý věž · c1 bílý střelec · e1 bílý král · h1 bílý věž | a8 černý věž · c8 černý střelec · d8 černý dáma · f8 černý věž · a7 černý pěšec · b7 černý pěšec · e6 bílý jezdec · h6 černý král · d5 černý pěšec · e5 bílý pěšec · f5 černý pěšec · g5 černý pěšec · h5 bílý pěšec · b4 černý střelec · d4 černý jezdec · g4 bílý dáma · c3 bílý jezdec · a2 bílý pěšec · b2 bílý pěšec · f2 bílý pěšec · g2 bílý pěšec · a1 bílý věž · c1 bílý střelec · e1 bílý král · h1 bílý věž | a8 černý věž · c8 černý střelec · d8 černý dáma · f8 černý věž · a7 černý pěšec · b7 černý pěšec · e6 bílý jezdec · h6 černý král · d5 černý pěšec · e5 bílý pěšec · f5 černý pěšec · g5 černý pěšec · h5 bílý pěšec · b4 černý střelec · d4 černý jezdec · g4 bílý dáma · c3 bílý jezdec · a2 bílý pěšec · b2 bílý pěšec · f2 bílý pěšec · g2 bílý pěšec · a1 bílý věž · c1 bílý střelec · e1 bílý král · h1 bílý věž | a8 černý věž · c8 černý střelec · d8 černý dáma · f8 černý věž · a7 černý pěšec · b7 černý pěšec · e6 bílý jezdec · h6 černý král · d5 černý pěšec · e5 bílý pěšec · f5 černý pěšec · g5 černý pěšec · h5 bílý pěšec · b4 černý střelec · d4 černý jezdec · g4 bílý dáma · c3 bílý jezdec · a2 bílý pěšec · b2 bílý pěšec · f2 bílý pěšec · g2 bílý pěšec · a1 bílý věž · c1 bílý střelec · e1 bílý král · h1 bílý věž | 2 |
| 1 | a8 černý věž · c8 černý střelec · d8 černý dáma · f8 černý věž · a7 černý pěšec · b7 černý pěšec · e6 bílý jezdec · h6 černý král · d5 černý pěšec · e5 bílý pěšec · f5 černý pěšec · g5 černý pěšec · h5 bílý pěšec · b4 černý střelec · d4 černý jezdec · g4 bílý dáma · c3 bílý jezdec · a2 bílý pěšec · b2 bílý pěšec · f2 bílý pěšec · g2 bílý pěšec · a1 bílý věž · c1 bílý střelec · e1 bílý král · h1 bílý věž | a8 černý věž · c8 černý střelec · d8 černý dáma · f8 černý věž · a7 černý pěšec · b7 černý pěšec · e6 bílý jezdec · h6 černý král · d5 černý pěšec · e5 bílý pěšec · f5 černý pěšec · g5 černý pěšec · h5 bílý pěšec · b4 černý střelec · d4 černý jezdec · g4 bílý dáma · c3 bílý jezdec · a2 bílý pěšec · b2 bílý pěšec · f2 bílý pěšec · g2 bílý pěšec · a1 bílý věž · c1 bílý střelec · e1 bílý král · h1 bílý věž | a8 černý věž · c8 černý střelec · d8 černý dáma · f8 černý věž · a7 černý pěšec · b7 černý pěšec · e6 bílý jezdec · h6 černý král · d5 černý pěšec · e5 bílý pěšec · f5 černý pěšec · g5 černý pěšec · h5 bílý pěšec · b4 černý střelec · d4 černý jezdec · g4 bílý dáma · c3 bílý jezdec · a2 bílý pěšec · b2 bílý pěšec · f2 bílý pěšec · g2 bílý pěšec · a1 bílý věž · c1 bílý střelec · e1 bílý král · h1 bílý věž | a8 černý věž · c8 černý střelec · d8 černý dáma · f8 černý věž · a7 černý pěšec · b7 černý pěšec · e6 bílý jezdec · h6 černý král · d5 černý pěšec · e5 bílý pěšec · f5 černý pěšec · g5 černý pěšec · h5 bílý pěšec · b4 černý střelec · d4 černý jezdec · g4 bílý dáma · c3 bílý jezdec · a2 bílý pěšec · b2 bílý pěšec · f2 bílý pěšec · g2 bílý pěšec · a1 bílý věž · c1 bílý střelec · e1 bílý král · h1 bílý věž | a8 černý věž · c8 černý střelec · d8 černý dáma · f8 černý věž · a7 černý pěšec · b7 černý pěšec · e6 bílý jezdec · h6 černý král · d5 černý pěšec · e5 bílý pěšec · f5 černý pěšec · g5 černý pěšec · h5 bílý pěšec · b4 černý střelec · d4 černý jezdec · g4 bílý dáma · c3 bílý jezdec · a2 bílý pěšec · b2 bílý pěšec · f2 bílý pěšec · g2 bílý pěšec · a1 bílý věž · c1 bílý střelec · e1 bílý král · h1 bílý věž | a8 černý věž · c8 černý střelec · d8 černý dáma · f8 černý věž · a7 černý pěšec · b7 černý pěšec · e6 bílý jezdec · h6 černý král · d5 černý pěšec · e5 bílý pěšec · f5 černý pěšec · g5 černý pěšec · h5 bílý pěšec · b4 černý střelec · d4 černý jezdec · g4 bílý dáma · c3 bílý jezdec · a2 bílý pěšec · b2 bílý pěšec · f2 bílý pěšec · g2 bílý pěšec · a1 bílý věž · c1 bílý střelec · e1 bílý král · h1 bílý věž | a8 černý věž · c8 černý střelec · d8 černý dáma · f8 černý věž · a7 černý pěšec · b7 černý pěšec · e6 bílý jezdec · h6 černý král · d5 černý pěšec · e5 bílý pěšec · f5 černý pěšec · g5 černý pěšec · h5 bílý pěšec · b4 černý střelec · d4 černý jezdec · g4 bílý dáma · c3 bílý jezdec · a2 bílý pěšec · b2 bílý pěšec · f2 bílý pěšec · g2 bílý pěšec · a1 bílý věž · c1 bílý střelec · e1 bílý král · h1 bílý věž | a8 černý věž · c8 černý střelec · d8 černý dáma · f8 černý věž · a7 černý pěšec · b7 černý pěšec · e6 bílý jezdec · h6 černý král · d5 černý pěšec · e5 bílý pěšec · f5 černý pěšec · g5 černý pěšec · h5 bílý pěšec · b4 černý střelec · d4 černý jezdec · g4 bílý dáma · c3 bílý jezdec · a2 bílý pěšec · b2 bílý pěšec · f2 bílý pěšec · g2 bílý pěšec · a1 bílý věž · c1 bílý střelec · e1 bílý král · h1 bílý věž | 1 |
|   | a | b | c | d | e | f | g | h |   |

Na diagramech je zobrazená pozice z partie Gunnar Gundersen – Albert H. Faul sehrané roku 1928 na turnaji Pietzcker Christmas Tournament v Melbourne. Černý právě táhl pěšcem z f7 na f5, takže bílému se nabízí možnost jej odebrat en passant pěšcem ze sloupce e. Gundersena však napadlo lepší řešení:
13. h5+ Kh6
14. Jxe6+ g5
15. hxg6 e.p. #
Po tomto odebrání pěšce mimochodem se černý ocitá ve dvojitém šachu od věže a střelce. Protože černý nemůže čelit oběma šachům současně a únikovou cestu na g7 mu blokuje bílý jezdec, nastala v této partii velmi výjimečná situace, kdy k matu došlo tahem en passant. Dvojitý šach od figur, z nichž ani jedna se při šachování nepohnula, může nastat jedině při braní mimochodem.

## Kompoziční šach
|   | a | b | c | d | e | f | g | h |   |
| 8 | d8 černý král · a7 černý pěšec · d7 bílý pěšec · g7 černý pěšec · b6 bílý jezdec · d6 bílý pěšec · f6 bílý jezdec · b5 bílý pěšec · c5 černý pěšec · d5 bílý král · e5 černý pěšec · f5 bílý pěšec · c4 bílý pěšec · d4 černý pěšec · e4 bílý pěšec · d3 bílý pěšec · d2 bílý pěšec | d8 černý král · a7 černý pěšec · d7 bílý pěšec · g7 černý pěšec · b6 bílý jezdec · d6 bílý pěšec · f6 bílý jezdec · b5 bílý pěšec · c5 černý pěšec · d5 bílý král · e5 černý pěšec · f5 bílý pěšec · c4 bílý pěšec · d4 černý pěšec · e4 bílý pěšec · d3 bílý pěšec · d2 bílý pěšec | d8 černý král · a7 černý pěšec · d7 bílý pěšec · g7 černý pěšec · b6 bílý jezdec · d6 bílý pěšec · f6 bílý jezdec · b5 bílý pěšec · c5 černý pěšec · d5 bílý král · e5 černý pěšec · f5 bílý pěšec · c4 bílý pěšec · d4 černý pěšec · e4 bílý pěšec · d3 bílý pěšec · d2 bílý pěšec | d8 černý král · a7 černý pěšec · d7 bílý pěšec · g7 černý pěšec · b6 bílý jezdec · d6 bílý pěšec · f6 bílý jezdec · b5 bílý pěšec · c5 černý pěšec · d5 bílý král · e5 černý pěšec · f5 bílý pěšec · c4 bílý pěšec · d4 černý pěšec · e4 bílý pěšec · d3 bílý pěšec · d2 bílý pěšec | d8 černý král · a7 černý pěšec · d7 bílý pěšec · g7 černý pěšec · b6 bílý jezdec · d6 bílý pěšec · f6 bílý jezdec · b5 bílý pěšec · c5 černý pěšec · d5 bílý král · e5 černý pěšec · f5 bílý pěšec · c4 bílý pěšec · d4 černý pěšec · e4 bílý pěšec · d3 bílý pěšec · d2 bílý pěšec | d8 černý král · a7 černý pěšec · d7 bílý pěšec · g7 černý pěšec · b6 bílý jezdec · d6 bílý pěšec · f6 bílý jezdec · b5 bílý pěšec · c5 černý pěšec · d5 bílý král · e5 černý pěšec · f5 bílý pěšec · c4 bílý pěšec · d4 černý pěšec · e4 bílý pěšec · d3 bílý pěšec · d2 bílý pěšec | d8 černý král · a7 černý pěšec · d7 bílý pěšec · g7 černý pěšec · b6 bílý jezdec · d6 bílý pěšec · f6 bílý jezdec · b5 bílý pěšec · c5 černý pěšec · d5 bílý král · e5 černý pěšec · f5 bílý pěšec · c4 bílý pěšec · d4 černý pěšec · e4 bílý pěšec · d3 bílý pěšec · d2 bílý pěšec | d8 černý král · a7 černý pěšec · d7 bílý pěšec · g7 černý pěšec · b6 bílý jezdec · d6 bílý pěšec · f6 bílý jezdec · b5 bílý pěšec · c5 černý pěšec · d5 bílý král · e5 černý pěšec · f5 bílý pěšec · c4 bílý pěšec · d4 černý pěšec · e4 bílý pěšec · d3 bílý pěšec · d2 bílý pěšec | 8 |
| 7 | d8 černý král · a7 černý pěšec · d7 bílý pěšec · g7 černý pěšec · b6 bílý jezdec · d6 bílý pěšec · f6 bílý jezdec · b5 bílý pěšec · c5 černý pěšec · d5 bílý král · e5 černý pěšec · f5 bílý pěšec · c4 bílý pěšec · d4 černý pěšec · e4 bílý pěšec · d3 bílý pěšec · d2 bílý pěšec | d8 černý král · a7 černý pěšec · d7 bílý pěšec · g7 černý pěšec · b6 bílý jezdec · d6 bílý pěšec · f6 bílý jezdec · b5 bílý pěšec · c5 černý pěšec · d5 bílý král · e5 černý pěšec · f5 bílý pěšec · c4 bílý pěšec · d4 černý pěšec · e4 bílý pěšec · d3 bílý pěšec · d2 bílý pěšec | d8 černý král · a7 černý pěšec · d7 bílý pěšec · g7 černý pěšec · b6 bílý jezdec · d6 bílý pěšec · f6 bílý jezdec · b5 bílý pěšec · c5 černý pěšec · d5 bílý král · e5 černý pěšec · f5 bílý pěšec · c4 bílý pěšec · d4 černý pěšec · e4 bílý pěšec · d3 bílý pěšec · d2 bílý pěšec | d8 černý král · a7 černý pěšec · d7 bílý pěšec · g7 černý pěšec · b6 bílý jezdec · d6 bílý pěšec · f6 bílý jezdec · b5 bílý pěšec · c5 černý pěšec · d5 bílý král · e5 černý pěšec · f5 bílý pěšec · c4 bílý pěšec · d4 černý pěšec · e4 bílý pěšec · d3 bílý pěšec · d2 bílý pěšec | d8 černý král · a7 černý pěšec · d7 bílý pěšec · g7 černý pěšec · b6 bílý jezdec · d6 bílý pěšec · f6 bílý jezdec · b5 bílý pěšec · c5 černý pěšec · d5 bílý král · e5 černý pěšec · f5 bílý pěšec · c4 bílý pěšec · d4 černý pěšec · e4 bílý pěšec · d3 bílý pěšec · d2 bílý pěšec | d8 černý král · a7 černý pěšec · d7 bílý pěšec · g7 černý pěšec · b6 bílý jezdec · d6 bílý pěšec · f6 bílý jezdec · b5 bílý pěšec · c5 černý pěšec · d5 bílý král · e5 černý pěšec · f5 bílý pěšec · c4 bílý pěšec · d4 černý pěšec · e4 bílý pěšec · d3 bílý pěšec · d2 bílý pěšec | d8 černý král · a7 černý pěšec · d7 bílý pěšec · g7 černý pěšec · b6 bílý jezdec · d6 bílý pěšec · f6 bílý jezdec · b5 bílý pěšec · c5 černý pěšec · d5 bílý král · e5 černý pěšec · f5 bílý pěšec · c4 bílý pěšec · d4 černý pěšec · e4 bílý pěšec · d3 bílý pěšec · d2 bílý pěšec | d8 černý král · a7 černý pěšec · d7 bílý pěšec · g7 černý pěšec · b6 bílý jezdec · d6 bílý pěšec · f6 bílý jezdec · b5 bílý pěšec · c5 černý pěšec · d5 bílý král · e5 černý pěšec · f5 bílý pěšec · c4 bílý pěšec · d4 černý pěšec · e4 bílý pěšec · d3 bílý pěšec · d2 bílý pěšec | 7 |
| 6 | d8 černý král · a7 černý pěšec · d7 bílý pěšec · g7 černý pěšec · b6 bílý jezdec · d6 bílý pěšec · f6 bílý jezdec · b5 bílý pěšec · c5 černý pěšec · d5 bílý král · e5 černý pěšec · f5 bílý pěšec · c4 bílý pěšec · d4 černý pěšec · e4 bílý pěšec · d3 bílý pěšec · d2 bílý pěšec | d8 černý král · a7 černý pěšec · d7 bílý pěšec · g7 černý pěšec · b6 bílý jezdec · d6 bílý pěšec · f6 bílý jezdec · b5 bílý pěšec · c5 černý pěšec · d5 bílý král · e5 černý pěšec · f5 bílý pěšec · c4 bílý pěšec · d4 černý pěšec · e4 bílý pěšec · d3 bílý pěšec · d2 bílý pěšec | d8 černý král · a7 černý pěšec · d7 bílý pěšec · g7 černý pěšec · b6 bílý jezdec · d6 bílý pěšec · f6 bílý jezdec · b5 bílý pěšec · c5 černý pěšec · d5 bílý král · e5 černý pěšec · f5 bílý pěšec · c4 bílý pěšec · d4 černý pěšec · e4 bílý pěšec · d3 bílý pěšec · d2 bílý pěšec | d8 černý král · a7 černý pěšec · d7 bílý pěšec · g7 černý pěšec · b6 bílý jezdec · d6 bílý pěšec · f6 bílý jezdec · b5 bílý pěšec · c5 černý pěšec · d5 bílý král · e5 černý pěšec · f5 bílý pěšec · c4 bílý pěšec · d4 černý pěšec · e4 bílý pěšec · d3 bílý pěšec · d2 bílý pěšec | d8 černý král · a7 černý pěšec · d7 bílý pěšec · g7 černý pěšec · b6 bílý jezdec · d6 bílý pěšec · f6 bílý jezdec · b5 bílý pěšec · c5 černý pěšec · d5 bílý král · e5 černý pěšec · f5 bílý pěšec · c4 bílý pěšec · d4 černý pěšec · e4 bílý pěšec · d3 bílý pěšec · d2 bílý pěšec | d8 černý král · a7 černý pěšec · d7 bílý pěšec · g7 černý pěšec · b6 bílý jezdec · d6 bílý pěšec · f6 bílý jezdec · b5 bílý pěšec · c5 černý pěšec · d5 bílý král · e5 černý pěšec · f5 bílý pěšec · c4 bílý pěšec · d4 černý pěšec · e4 bílý pěšec · d3 bílý pěšec · d2 bílý pěšec | d8 černý král · a7 černý pěšec · d7 bílý pěšec · g7 černý pěšec · b6 bílý jezdec · d6 bílý pěšec · f6 bílý jezdec · b5 bílý pěšec · c5 černý pěšec · d5 bílý král · e5 černý pěšec · f5 bílý pěšec · c4 bílý pěšec · d4 černý pěšec · e4 bílý pěšec · d3 bílý pěšec · d2 bílý pěšec | d8 černý král · a7 černý pěšec · d7 bílý pěšec · g7 černý pěšec · b6 bílý jezdec · d6 bílý pěšec · f6 bílý jezdec · b5 bílý pěšec · c5 černý pěšec · d5 bílý král · e5 černý pěšec · f5 bílý pěšec · c4 bílý pěšec · d4 černý pěšec · e4 bílý pěšec · d3 bílý pěšec · d2 bílý pěšec | 6 |
| 5 | d8 černý král · a7 černý pěšec · d7 bílý pěšec · g7 černý pěšec · b6 bílý jezdec · d6 bílý pěšec · f6 bílý jezdec · b5 bílý pěšec · c5 černý pěšec · d5 bílý král · e5 černý pěšec · f5 bílý pěšec · c4 bílý pěšec · d4 černý pěšec · e4 bílý pěšec · d3 bílý pěšec · d2 bílý pěšec | d8 černý král · a7 černý pěšec · d7 bílý pěšec · g7 černý pěšec · b6 bílý jezdec · d6 bílý pěšec · f6 bílý jezdec · b5 bílý pěšec · c5 černý pěšec · d5 bílý král · e5 černý pěšec · f5 bílý pěšec · c4 bílý pěšec · d4 černý pěšec · e4 bílý pěšec · d3 bílý pěšec · d2 bílý pěšec | d8 černý král · a7 černý pěšec · d7 bílý pěšec · g7 černý pěšec · b6 bílý jezdec · d6 bílý pěšec · f6 bílý jezdec · b5 bílý pěšec · c5 černý pěšec · d5 bílý král · e5 černý pěšec · f5 bílý pěšec · c4 bílý pěšec · d4 černý pěšec · e4 bílý pěšec · d3 bílý pěšec · d2 bílý pěšec | d8 černý král · a7 černý pěšec · d7 bílý pěšec · g7 černý pěšec · b6 bílý jezdec · d6 bílý pěšec · f6 bílý jezdec · b5 bílý pěšec · c5 černý pěšec · d5 bílý král · e5 černý pěšec · f5 bílý pěšec · c4 bílý pěšec · d4 černý pěšec · e4 bílý pěšec · d3 bílý pěšec · d2 bílý pěšec | d8 černý král · a7 černý pěšec · d7 bílý pěšec · g7 černý pěšec · b6 bílý jezdec · d6 bílý pěšec · f6 bílý jezdec · b5 bílý pěšec · c5 černý pěšec · d5 bílý král · e5 černý pěšec · f5 bílý pěšec · c4 bílý pěšec · d4 černý pěšec · e4 bílý pěšec · d3 bílý pěšec · d2 bílý pěšec | d8 černý král · a7 černý pěšec · d7 bílý pěšec · g7 černý pěšec · b6 bílý jezdec · d6 bílý pěšec · f6 bílý jezdec · b5 bílý pěšec · c5 černý pěšec · d5 bílý král · e5 černý pěšec · f5 bílý pěšec · c4 bílý pěšec · d4 černý pěšec · e4 bílý pěšec · d3 bílý pěšec · d2 bílý pěšec | d8 černý král · a7 černý pěšec · d7 bílý pěšec · g7 černý pěšec · b6 bílý jezdec · d6 bílý pěšec · f6 bílý jezdec · b5 bílý pěšec · c5 černý pěšec · d5 bílý král · e5 černý pěšec · f5 bílý pěšec · c4 bílý pěšec · d4 černý pěšec · e4 bílý pěšec · d3 bílý pěšec · d2 bílý pěšec | d8 černý král · a7 černý pěšec · d7 bílý pěšec · g7 černý pěšec · b6 bílý jezdec · d6 bílý pěšec · f6 bílý jezdec · b5 bílý pěšec · c5 černý pěšec · d5 bílý král · e5 černý pěšec · f5 bílý pěšec · c4 bílý pěšec · d4 černý pěšec · e4 bílý pěšec · d3 bílý pěšec · d2 bílý pěšec | 5 |
| 4 | d8 černý král · a7 černý pěšec · d7 bílý pěšec · g7 černý pěšec · b6 bílý jezdec · d6 bílý pěšec · f6 bílý jezdec · b5 bílý pěšec · c5 černý pěšec · d5 bílý král · e5 černý pěšec · f5 bílý pěšec · c4 bílý pěšec · d4 černý pěšec · e4 bílý pěšec · d3 bílý pěšec · d2 bílý pěšec | d8 černý král · a7 černý pěšec · d7 bílý pěšec · g7 černý pěšec · b6 bílý jezdec · d6 bílý pěšec · f6 bílý jezdec · b5 bílý pěšec · c5 černý pěšec · d5 bílý král · e5 černý pěšec · f5 bílý pěšec · c4 bílý pěšec · d4 černý pěšec · e4 bílý pěšec · d3 bílý pěšec · d2 bílý pěšec | d8 černý král · a7 černý pěšec · d7 bílý pěšec · g7 černý pěšec · b6 bílý jezdec · d6 bílý pěšec · f6 bílý jezdec · b5 bílý pěšec · c5 černý pěšec · d5 bílý král · e5 černý pěšec · f5 bílý pěšec · c4 bílý pěšec · d4 černý pěšec · e4 bílý pěšec · d3 bílý pěšec · d2 bílý pěšec | d8 černý král · a7 černý pěšec · d7 bílý pěšec · g7 černý pěšec · b6 bílý jezdec · d6 bílý pěšec · f6 bílý jezdec · b5 bílý pěšec · c5 černý pěšec · d5 bílý král · e5 černý pěšec · f5 bílý pěšec · c4 bílý pěšec · d4 černý pěšec · e4 bílý pěšec · d3 bílý pěšec · d2 bílý pěšec | d8 černý král · a7 černý pěšec · d7 bílý pěšec · g7 černý pěšec · b6 bílý jezdec · d6 bílý pěšec · f6 bílý jezdec · b5 bílý pěšec · c5 černý pěšec · d5 bílý král · e5 černý pěšec · f5 bílý pěšec · c4 bílý pěšec · d4 černý pěšec · e4 bílý pěšec · d3 bílý pěšec · d2 bílý pěšec | d8 černý král · a7 černý pěšec · d7 bílý pěšec · g7 černý pěšec · b6 bílý jezdec · d6 bílý pěšec · f6 bílý jezdec · b5 bílý pěšec · c5 černý pěšec · d5 bílý král · e5 černý pěšec · f5 bílý pěšec · c4 bílý pěšec · d4 černý pěšec · e4 bílý pěšec · d3 bílý pěšec · d2 bílý pěšec | d8 černý král · a7 černý pěšec · d7 bílý pěšec · g7 černý pěšec · b6 bílý jezdec · d6 bílý pěšec · f6 bílý jezdec · b5 bílý pěšec · c5 černý pěšec · d5 bílý král · e5 černý pěšec · f5 bílý pěšec · c4 bílý pěšec · d4 černý pěšec · e4 bílý pěšec · d3 bílý pěšec · d2 bílý pěšec | d8 černý král · a7 černý pěšec · d7 bílý pěšec · g7 černý pěšec · b6 bílý jezdec · d6 bílý pěšec · f6 bílý jezdec · b5 bílý pěšec · c5 černý pěšec · d5 bílý král · e5 černý pěšec · f5 bílý pěšec · c4 bílý pěšec · d4 černý pěšec · e4 bílý pěšec · d3 bílý pěšec · d2 bílý pěšec | 4 |
| 3 | d8 černý král · a7 černý pěšec · d7 bílý pěšec · g7 černý pěšec · b6 bílý jezdec · d6 bílý pěšec · f6 bílý jezdec · b5 bílý pěšec · c5 černý pěšec · d5 bílý král · e5 černý pěšec · f5 bílý pěšec · c4 bílý pěšec · d4 černý pěšec · e4 bílý pěšec · d3 bílý pěšec · d2 bílý pěšec | d8 černý král · a7 černý pěšec · d7 bílý pěšec · g7 černý pěšec · b6 bílý jezdec · d6 bílý pěšec · f6 bílý jezdec · b5 bílý pěšec · c5 černý pěšec · d5 bílý král · e5 černý pěšec · f5 bílý pěšec · c4 bílý pěšec · d4 černý pěšec · e4 bílý pěšec · d3 bílý pěšec · d2 bílý pěšec | d8 černý král · a7 černý pěšec · d7 bílý pěšec · g7 černý pěšec · b6 bílý jezdec · d6 bílý pěšec · f6 bílý jezdec · b5 bílý pěšec · c5 černý pěšec · d5 bílý král · e5 černý pěšec · f5 bílý pěšec · c4 bílý pěšec · d4 černý pěšec · e4 bílý pěšec · d3 bílý pěšec · d2 bílý pěšec | d8 černý král · a7 černý pěšec · d7 bílý pěšec · g7 černý pěšec · b6 bílý jezdec · d6 bílý pěšec · f6 bílý jezdec · b5 bílý pěšec · c5 černý pěšec · d5 bílý král · e5 černý pěšec · f5 bílý pěšec · c4 bílý pěšec · d4 černý pěšec · e4 bílý pěšec · d3 bílý pěšec · d2 bílý pěšec | d8 černý král · a7 černý pěšec · d7 bílý pěšec · g7 černý pěšec · b6 bílý jezdec · d6 bílý pěšec · f6 bílý jezdec · b5 bílý pěšec · c5 černý pěšec · d5 bílý král · e5 černý pěšec · f5 bílý pěšec · c4 bílý pěšec · d4 černý pěšec · e4 bílý pěšec · d3 bílý pěšec · d2 bílý pěšec | d8 černý král · a7 černý pěšec · d7 bílý pěšec · g7 černý pěšec · b6 bílý jezdec · d6 bílý pěšec · f6 bílý jezdec · b5 bílý pěšec · c5 černý pěšec · d5 bílý král · e5 černý pěšec · f5 bílý pěšec · c4 bílý pěšec · d4 černý pěšec · e4 bílý pěšec · d3 bílý pěšec · d2 bílý pěšec | d8 černý král · a7 černý pěšec · d7 bílý pěšec · g7 černý pěšec · b6 bílý jezdec · d6 bílý pěšec · f6 bílý jezdec · b5 bílý pěšec · c5 černý pěšec · d5 bílý král · e5 černý pěšec · f5 bílý pěšec · c4 bílý pěšec · d4 černý pěšec · e4 bílý pěšec · d3 bílý pěšec · d2 bílý pěšec | d8 černý král · a7 černý pěšec · d7 bílý pěšec · g7 černý pěšec · b6 bílý jezdec · d6 bílý pěšec · f6 bílý jezdec · b5 bílý pěšec · c5 černý pěšec · d5 bílý král · e5 černý pěšec · f5 bílý pěšec · c4 bílý pěšec · d4 černý pěšec · e4 bílý pěšec · d3 bílý pěšec · d2 bílý pěšec | 3 |
| 2 | d8 černý král · a7 černý pěšec · d7 bílý pěšec · g7 černý pěšec · b6 bílý jezdec · d6 bílý pěšec · f6 bílý jezdec · b5 bílý pěšec · c5 černý pěšec · d5 bílý král · e5 černý pěšec · f5 bílý pěšec · c4 bílý pěšec · d4 černý pěšec · e4 bílý pěšec · d3 bílý pěšec · d2 bílý pěšec | d8 černý král · a7 černý pěšec · d7 bílý pěšec · g7 černý pěšec · b6 bílý jezdec · d6 bílý pěšec · f6 bílý jezdec · b5 bílý pěšec · c5 černý pěšec · d5 bílý král · e5 černý pěšec · f5 bílý pěšec · c4 bílý pěšec · d4 černý pěšec · e4 bílý pěšec · d3 bílý pěšec · d2 bílý pěšec | d8 černý král · a7 černý pěšec · d7 bílý pěšec · g7 černý pěšec · b6 bílý jezdec · d6 bílý pěšec · f6 bílý jezdec · b5 bílý pěšec · c5 černý pěšec · d5 bílý král · e5 černý pěšec · f5 bílý pěšec · c4 bílý pěšec · d4 černý pěšec · e4 bílý pěšec · d3 bílý pěšec · d2 bílý pěšec | d8 černý král · a7 černý pěšec · d7 bílý pěšec · g7 černý pěšec · b6 bílý jezdec · d6 bílý pěšec · f6 bílý jezdec · b5 bílý pěšec · c5 černý pěšec · d5 bílý král · e5 černý pěšec · f5 bílý pěšec · c4 bílý pěšec · d4 černý pěšec · e4 bílý pěšec · d3 bílý pěšec · d2 bílý pěšec | d8 černý král · a7 černý pěšec · d7 bílý pěšec · g7 černý pěšec · b6 bílý jezdec · d6 bílý pěšec · f6 bílý jezdec · b5 bílý pěšec · c5 černý pěšec · d5 bílý král · e5 černý pěšec · f5 bílý pěšec · c4 bílý pěšec · d4 černý pěšec · e4 bílý pěšec · d3 bílý pěšec · d2 bílý pěšec | d8 černý král · a7 černý pěšec · d7 bílý pěšec · g7 černý pěšec · b6 bílý jezdec · d6 bílý pěšec · f6 bílý jezdec · b5 bílý pěšec · c5 černý pěšec · d5 bílý král · e5 černý pěšec · f5 bílý pěšec · c4 bílý pěšec · d4 černý pěšec · e4 bílý pěšec · d3 bílý pěšec · d2 bílý pěšec | d8 černý král · a7 černý pěšec · d7 bílý pěšec · g7 černý pěšec · b6 bílý jezdec · d6 bílý pěšec · f6 bílý jezdec · b5 bílý pěšec · c5 černý pěšec · d5 bílý král · e5 černý pěšec · f5 bílý pěšec · c4 bílý pěšec · d4 černý pěšec · e4 bílý pěšec · d3 bílý pěšec · d2 bílý pěšec | d8 černý král · a7 černý pěšec · d7 bílý pěšec · g7 černý pěšec · b6 bílý jezdec · d6 bílý pěšec · f6 bílý jezdec · b5 bílý pěšec · c5 černý pěšec · d5 bílý král · e5 černý pěšec · f5 bílý pěšec · c4 bílý pěšec · d4 černý pěšec · e4 bílý pěšec · d3 bílý pěšec · d2 bílý pěšec | 2 |
| 1 | d8 černý král · a7 černý pěšec · d7 bílý pěšec · g7 černý pěšec · b6 bílý jezdec · d6 bílý pěšec · f6 bílý jezdec · b5 bílý pěšec · c5 černý pěšec · d5 bílý král · e5 černý pěšec · f5 bílý pěšec · c4 bílý pěšec · d4 černý pěšec · e4 bílý pěšec · d3 bílý pěšec · d2 bílý pěšec | d8 černý král · a7 černý pěšec · d7 bílý pěšec · g7 černý pěšec · b6 bílý jezdec · d6 bílý pěšec · f6 bílý jezdec · b5 bílý pěšec · c5 černý pěšec · d5 bílý král · e5 černý pěšec · f5 bílý pěšec · c4 bílý pěšec · d4 černý pěšec · e4 bílý pěšec · d3 bílý pěšec · d2 bílý pěšec | d8 černý král · a7 černý pěšec · d7 bílý pěšec · g7 černý pěšec · b6 bílý jezdec · d6 bílý pěšec · f6 bílý jezdec · b5 bílý pěšec · c5 černý pěšec · d5 bílý král · e5 černý pěšec · f5 bílý pěšec · c4 bílý pěšec · d4 černý pěšec · e4 bílý pěšec · d3 bílý pěšec · d2 bílý pěšec | d8 černý král · a7 černý pěšec · d7 bílý pěšec · g7 černý pěšec · b6 bílý jezdec · d6 bílý pěšec · f6 bílý jezdec · b5 bílý pěšec · c5 černý pěšec · d5 bílý král · e5 černý pěšec · f5 bílý pěšec · c4 bílý pěšec · d4 černý pěšec · e4 bílý pěšec · d3 bílý pěšec · d2 bílý pěšec | d8 černý král · a7 černý pěšec · d7 bílý pěšec · g7 černý pěšec · b6 bílý jezdec · d6 bílý pěšec · f6 bílý jezdec · b5 bílý pěšec · c5 černý pěšec · d5 bílý král · e5 černý pěšec · f5 bílý pěšec · c4 bílý pěšec · d4 černý pěšec · e4 bílý pěšec · d3 bílý pěšec · d2 bílý pěšec | d8 černý král · a7 černý pěšec · d7 bílý pěšec · g7 černý pěšec · b6 bílý jezdec · d6 bílý pěšec · f6 bílý jezdec · b5 bílý pěšec · c5 černý pěšec · d5 bílý král · e5 černý pěšec · f5 bílý pěšec · c4 bílý pěšec · d4 černý pěšec · e4 bílý pěšec · d3 bílý pěšec · d2 bílý pěšec | d8 černý král · a7 černý pěšec · d7 bílý pěšec · g7 černý pěšec · b6 bílý jezdec · d6 bílý pěšec · f6 bílý jezdec · b5 bílý pěšec · c5 černý pěšec · d5 bílý král · e5 černý pěšec · f5 bílý pěšec · c4 bílý pěšec · d4 černý pěšec · e4 bílý pěšec · d3 bílý pěšec · d2 bílý pěšec | d8 černý král · a7 černý pěšec · d7 bílý pěšec · g7 černý pěšec · b6 bílý jezdec · d6 bílý pěšec · f6 bílý jezdec · b5 bílý pěšec · c5 černý pěšec · d5 bílý král · e5 černý pěšec · f5 bílý pěšec · c4 bílý pěšec · d4 černý pěšec · e4 bílý pěšec · d3 bílý pěšec · d2 bílý pěšec | 1 |
|   | a | b | c | d | e | f | g | h |   |

V úlohách kompozičního šachu se braní mimochodem v prvním tahu považuje za nepovolené, s výjimkou, kdy lze retrográdní analýzou prokázat, že odebíraný pěšec se v předchozím tahu posunul o dvě pole.
Jako příklad může posloužit dvojtažka Thomase R. Dawsona z roku 1914, zobrazená na diagramu vpravo. Je zřejmé, že všechny kameny, o které černý v předchozím průběhu partie přišel, museli odebrat bílí pěšci. (Kdyby některý černý kámen odebral např. bílý jezdec, nemohli by se bílí pěšci dostat do tohoto rozestavení). Z pozice dále vyplývá, že poslední tah černého nemohl být e7–e5, neboť černý pěšec musel pole e7 opustit mnohem dříve, jinak by blokoval černého střelce na poli f8, který by pak nemohl být odebrán bílým pěšcem. A protože černý nemohl táhnout ani c6–c5 nebo e6–e5 (neboť by odjížděl z šachu bílého krále), je jasné, že jeho posledním tahem bylo c7–c5. Bílý proto může tohoto pěšce odebrat en passant a následně matovat černého krále.
Řešení úlohy je tedy následující:
0. … c7–c5
1. bxc6 e. p., černý kamkoli
2. c7#

### Částečná retrográdní analýza
Výše zmíněná konvence o braní mimochodem v šachových skladbách byla původně zařazena do tzv. Kodexu pro šachovou kompozici hlavně proto, že nejasnosti okolo možnosti využívat braní mimochodem vyvolávaly pochybnosti o korektnosti mnoha úloh. Existují však i úlohy, v nichž nebývá předchozí historie partie zcela jednoznačně určitelná, a proto se řešení odvíjí ve dvou nebo více liniích. Tento typ úloh se nazývá částečná retrográdní analýza.
Jako příklad může posloužit další Dawsonova úloha, kterou poprvé zveřejnil roku 1915 v knize Retrograde Analysis. Ke správnému řešení bychom potřebovali znát poslední tah černého. Na první pohled je zřejmé, že musel táhnout některým pěšcem. Protože bílému nechybí žádný kámen, nemohlo tímto tahem být braní, a pěšec musel tedy postoupit přímo. Tímto tahem také nemohlo být e6–e5 ani g6–g5, protože to by tito pěšci odcházeli z šachu bílého krále, což není možné. Pokud tedy černý táhl jedním z těchto pěšců, muselo to být o dvě pole. Pokud táhl pěšcem na sloupci c, musela to být reakce na šach bílým střelcem, kterému se postavil do cesty. Protože bílý střelec neměl moc možností pohybu, muselo jít o šach odtažný, a jediný kámen, který mu mohl ustoupit z cesty, byla bílá věž. To bylo možné jen tehdy, pokud jí černý pěšec nestál v cestě, takže i tento pěšec mohl postoupit jedině o dvě pole. Ve všech třech případech tedy černí pěšci mohou být odebráni mimochodem.
|   | a | b | c | d | e | f | g | h |   |
| 8 | b8 bílý věž · a7 bílý střelec · b7 bílý střelec · f6 bílý věž · c5 černý pěšec · d5 bílý pěšec · e5 černý pěšec · f5 bílý král · g5 černý pěšec · h5 bílý pěšec · b4 bílý pěšec · c4 černý věž · d4 černý král · e4 bílý pěšec · a3 bílý pěšec · b3 černý pěšec · c3 černý střelec · d3 černý pěšec · e3 bílý jezdec · h3 bílý pěšec · b2 bílý jezdec · d2 bílý pěšec · f2 bílý pěšec · c1 bílý dáma | b8 bílý věž · a7 bílý střelec · b7 bílý střelec · f6 bílý věž · c5 černý pěšec · d5 bílý pěšec · e5 černý pěšec · f5 bílý král · g5 černý pěšec · h5 bílý pěšec · b4 bílý pěšec · c4 černý věž · d4 černý král · e4 bílý pěšec · a3 bílý pěšec · b3 černý pěšec · c3 černý střelec · d3 černý pěšec · e3 bílý jezdec · h3 bílý pěšec · b2 bílý jezdec · d2 bílý pěšec · f2 bílý pěšec · c1 bílý dáma | b8 bílý věž · a7 bílý střelec · b7 bílý střelec · f6 bílý věž · c5 černý pěšec · d5 bílý pěšec · e5 černý pěšec · f5 bílý král · g5 černý pěšec · h5 bílý pěšec · b4 bílý pěšec · c4 černý věž · d4 černý král · e4 bílý pěšec · a3 bílý pěšec · b3 černý pěšec · c3 černý střelec · d3 černý pěšec · e3 bílý jezdec · h3 bílý pěšec · b2 bílý jezdec · d2 bílý pěšec · f2 bílý pěšec · c1 bílý dáma | b8 bílý věž · a7 bílý střelec · b7 bílý střelec · f6 bílý věž · c5 černý pěšec · d5 bílý pěšec · e5 černý pěšec · f5 bílý král · g5 černý pěšec · h5 bílý pěšec · b4 bílý pěšec · c4 černý věž · d4 černý král · e4 bílý pěšec · a3 bílý pěšec · b3 černý pěšec · c3 černý střelec · d3 černý pěšec · e3 bílý jezdec · h3 bílý pěšec · b2 bílý jezdec · d2 bílý pěšec · f2 bílý pěšec · c1 bílý dáma | b8 bílý věž · a7 bílý střelec · b7 bílý střelec · f6 bílý věž · c5 černý pěšec · d5 bílý pěšec · e5 černý pěšec · f5 bílý král · g5 černý pěšec · h5 bílý pěšec · b4 bílý pěšec · c4 černý věž · d4 černý král · e4 bílý pěšec · a3 bílý pěšec · b3 černý pěšec · c3 černý střelec · d3 černý pěšec · e3 bílý jezdec · h3 bílý pěšec · b2 bílý jezdec · d2 bílý pěšec · f2 bílý pěšec · c1 bílý dáma | b8 bílý věž · a7 bílý střelec · b7 bílý střelec · f6 bílý věž · c5 černý pěšec · d5 bílý pěšec · e5 černý pěšec · f5 bílý král · g5 černý pěšec · h5 bílý pěšec · b4 bílý pěšec · c4 černý věž · d4 černý král · e4 bílý pěšec · a3 bílý pěšec · b3 černý pěšec · c3 černý střelec · d3 černý pěšec · e3 bílý jezdec · h3 bílý pěšec · b2 bílý jezdec · d2 bílý pěšec · f2 bílý pěšec · c1 bílý dáma | b8 bílý věž · a7 bílý střelec · b7 bílý střelec · f6 bílý věž · c5 černý pěšec · d5 bílý pěšec · e5 černý pěšec · f5 bílý král · g5 černý pěšec · h5 bílý pěšec · b4 bílý pěšec · c4 černý věž · d4 černý král · e4 bílý pěšec · a3 bílý pěšec · b3 černý pěšec · c3 černý střelec · d3 černý pěšec · e3 bílý jezdec · h3 bílý pěšec · b2 bílý jezdec · d2 bílý pěšec · f2 bílý pěšec · c1 bílý dáma | b8 bílý věž · a7 bílý střelec · b7 bílý střelec · f6 bílý věž · c5 černý pěšec · d5 bílý pěšec · e5 černý pěšec · f5 bílý král · g5 černý pěšec · h5 bílý pěšec · b4 bílý pěšec · c4 černý věž · d4 černý král · e4 bílý pěšec · a3 bílý pěšec · b3 černý pěšec · c3 černý střelec · d3 černý pěšec · e3 bílý jezdec · h3 bílý pěšec · b2 bílý jezdec · d2 bílý pěšec · f2 bílý pěšec · c1 bílý dáma | 8 |
| 7 | b8 bílý věž · a7 bílý střelec · b7 bílý střelec · f6 bílý věž · c5 černý pěšec · d5 bílý pěšec · e5 černý pěšec · f5 bílý král · g5 černý pěšec · h5 bílý pěšec · b4 bílý pěšec · c4 černý věž · d4 černý král · e4 bílý pěšec · a3 bílý pěšec · b3 černý pěšec · c3 černý střelec · d3 černý pěšec · e3 bílý jezdec · h3 bílý pěšec · b2 bílý jezdec · d2 bílý pěšec · f2 bílý pěšec · c1 bílý dáma | b8 bílý věž · a7 bílý střelec · b7 bílý střelec · f6 bílý věž · c5 černý pěšec · d5 bílý pěšec · e5 černý pěšec · f5 bílý král · g5 černý pěšec · h5 bílý pěšec · b4 bílý pěšec · c4 černý věž · d4 černý král · e4 bílý pěšec · a3 bílý pěšec · b3 černý pěšec · c3 černý střelec · d3 černý pěšec · e3 bílý jezdec · h3 bílý pěšec · b2 bílý jezdec · d2 bílý pěšec · f2 bílý pěšec · c1 bílý dáma | b8 bílý věž · a7 bílý střelec · b7 bílý střelec · f6 bílý věž · c5 černý pěšec · d5 bílý pěšec · e5 černý pěšec · f5 bílý král · g5 černý pěšec · h5 bílý pěšec · b4 bílý pěšec · c4 černý věž · d4 černý král · e4 bílý pěšec · a3 bílý pěšec · b3 černý pěšec · c3 černý střelec · d3 černý pěšec · e3 bílý jezdec · h3 bílý pěšec · b2 bílý jezdec · d2 bílý pěšec · f2 bílý pěšec · c1 bílý dáma | b8 bílý věž · a7 bílý střelec · b7 bílý střelec · f6 bílý věž · c5 černý pěšec · d5 bílý pěšec · e5 černý pěšec · f5 bílý král · g5 černý pěšec · h5 bílý pěšec · b4 bílý pěšec · c4 černý věž · d4 černý král · e4 bílý pěšec · a3 bílý pěšec · b3 černý pěšec · c3 černý střelec · d3 černý pěšec · e3 bílý jezdec · h3 bílý pěšec · b2 bílý jezdec · d2 bílý pěšec · f2 bílý pěšec · c1 bílý dáma | b8 bílý věž · a7 bílý střelec · b7 bílý střelec · f6 bílý věž · c5 černý pěšec · d5 bílý pěšec · e5 černý pěšec · f5 bílý král · g5 černý pěšec · h5 bílý pěšec · b4 bílý pěšec · c4 černý věž · d4 černý král · e4 bílý pěšec · a3 bílý pěšec · b3 černý pěšec · c3 černý střelec · d3 černý pěšec · e3 bílý jezdec · h3 bílý pěšec · b2 bílý jezdec · d2 bílý pěšec · f2 bílý pěšec · c1 bílý dáma | b8 bílý věž · a7 bílý střelec · b7 bílý střelec · f6 bílý věž · c5 černý pěšec · d5 bílý pěšec · e5 černý pěšec · f5 bílý král · g5 černý pěšec · h5 bílý pěšec · b4 bílý pěšec · c4 černý věž · d4 černý král · e4 bílý pěšec · a3 bílý pěšec · b3 černý pěšec · c3 černý střelec · d3 černý pěšec · e3 bílý jezdec · h3 bílý pěšec · b2 bílý jezdec · d2 bílý pěšec · f2 bílý pěšec · c1 bílý dáma | b8 bílý věž · a7 bílý střelec · b7 bílý střelec · f6 bílý věž · c5 černý pěšec · d5 bílý pěšec · e5 černý pěšec · f5 bílý král · g5 černý pěšec · h5 bílý pěšec · b4 bílý pěšec · c4 černý věž · d4 černý král · e4 bílý pěšec · a3 bílý pěšec · b3 černý pěšec · c3 černý střelec · d3 černý pěšec · e3 bílý jezdec · h3 bílý pěšec · b2 bílý jezdec · d2 bílý pěšec · f2 bílý pěšec · c1 bílý dáma | b8 bílý věž · a7 bílý střelec · b7 bílý střelec · f6 bílý věž · c5 černý pěšec · d5 bílý pěšec · e5 černý pěšec · f5 bílý král · g5 černý pěšec · h5 bílý pěšec · b4 bílý pěšec · c4 černý věž · d4 černý král · e4 bílý pěšec · a3 bílý pěšec · b3 černý pěšec · c3 černý střelec · d3 černý pěšec · e3 bílý jezdec · h3 bílý pěšec · b2 bílý jezdec · d2 bílý pěšec · f2 bílý pěšec · c1 bílý dáma | 7 |
| 6 | b8 bílý věž · a7 bílý střelec · b7 bílý střelec · f6 bílý věž · c5 černý pěšec · d5 bílý pěšec · e5 černý pěšec · f5 bílý král · g5 černý pěšec · h5 bílý pěšec · b4 bílý pěšec · c4 černý věž · d4 černý král · e4 bílý pěšec · a3 bílý pěšec · b3 černý pěšec · c3 černý střelec · d3 černý pěšec · e3 bílý jezdec · h3 bílý pěšec · b2 bílý jezdec · d2 bílý pěšec · f2 bílý pěšec · c1 bílý dáma | b8 bílý věž · a7 bílý střelec · b7 bílý střelec · f6 bílý věž · c5 černý pěšec · d5 bílý pěšec · e5 černý pěšec · f5 bílý král · g5 černý pěšec · h5 bílý pěšec · b4 bílý pěšec · c4 černý věž · d4 černý král · e4 bílý pěšec · a3 bílý pěšec · b3 černý pěšec · c3 černý střelec · d3 černý pěšec · e3 bílý jezdec · h3 bílý pěšec · b2 bílý jezdec · d2 bílý pěšec · f2 bílý pěšec · c1 bílý dáma | b8 bílý věž · a7 bílý střelec · b7 bílý střelec · f6 bílý věž · c5 černý pěšec · d5 bílý pěšec · e5 černý pěšec · f5 bílý král · g5 černý pěšec · h5 bílý pěšec · b4 bílý pěšec · c4 černý věž · d4 černý král · e4 bílý pěšec · a3 bílý pěšec · b3 černý pěšec · c3 černý střelec · d3 černý pěšec · e3 bílý jezdec · h3 bílý pěšec · b2 bílý jezdec · d2 bílý pěšec · f2 bílý pěšec · c1 bílý dáma | b8 bílý věž · a7 bílý střelec · b7 bílý střelec · f6 bílý věž · c5 černý pěšec · d5 bílý pěšec · e5 černý pěšec · f5 bílý král · g5 černý pěšec · h5 bílý pěšec · b4 bílý pěšec · c4 černý věž · d4 černý král · e4 bílý pěšec · a3 bílý pěšec · b3 černý pěšec · c3 černý střelec · d3 černý pěšec · e3 bílý jezdec · h3 bílý pěšec · b2 bílý jezdec · d2 bílý pěšec · f2 bílý pěšec · c1 bílý dáma | b8 bílý věž · a7 bílý střelec · b7 bílý střelec · f6 bílý věž · c5 černý pěšec · d5 bílý pěšec · e5 černý pěšec · f5 bílý král · g5 černý pěšec · h5 bílý pěšec · b4 bílý pěšec · c4 černý věž · d4 černý král · e4 bílý pěšec · a3 bílý pěšec · b3 černý pěšec · c3 černý střelec · d3 černý pěšec · e3 bílý jezdec · h3 bílý pěšec · b2 bílý jezdec · d2 bílý pěšec · f2 bílý pěšec · c1 bílý dáma | b8 bílý věž · a7 bílý střelec · b7 bílý střelec · f6 bílý věž · c5 černý pěšec · d5 bílý pěšec · e5 černý pěšec · f5 bílý král · g5 černý pěšec · h5 bílý pěšec · b4 bílý pěšec · c4 černý věž · d4 černý král · e4 bílý pěšec · a3 bílý pěšec · b3 černý pěšec · c3 černý střelec · d3 černý pěšec · e3 bílý jezdec · h3 bílý pěšec · b2 bílý jezdec · d2 bílý pěšec · f2 bílý pěšec · c1 bílý dáma | b8 bílý věž · a7 bílý střelec · b7 bílý střelec · f6 bílý věž · c5 černý pěšec · d5 bílý pěšec · e5 černý pěšec · f5 bílý král · g5 černý pěšec · h5 bílý pěšec · b4 bílý pěšec · c4 černý věž · d4 černý král · e4 bílý pěšec · a3 bílý pěšec · b3 černý pěšec · c3 černý střelec · d3 černý pěšec · e3 bílý jezdec · h3 bílý pěšec · b2 bílý jezdec · d2 bílý pěšec · f2 bílý pěšec · c1 bílý dáma | b8 bílý věž · a7 bílý střelec · b7 bílý střelec · f6 bílý věž · c5 černý pěšec · d5 bílý pěšec · e5 černý pěšec · f5 bílý král · g5 černý pěšec · h5 bílý pěšec · b4 bílý pěšec · c4 černý věž · d4 černý král · e4 bílý pěšec · a3 bílý pěšec · b3 černý pěšec · c3 černý střelec · d3 černý pěšec · e3 bílý jezdec · h3 bílý pěšec · b2 bílý jezdec · d2 bílý pěšec · f2 bílý pěšec · c1 bílý dáma | 6 |
| 5 | b8 bílý věž · a7 bílý střelec · b7 bílý střelec · f6 bílý věž · c5 černý pěšec · d5 bílý pěšec · e5 černý pěšec · f5 bílý král · g5 černý pěšec · h5 bílý pěšec · b4 bílý pěšec · c4 černý věž · d4 černý král · e4 bílý pěšec · a3 bílý pěšec · b3 černý pěšec · c3 černý střelec · d3 černý pěšec · e3 bílý jezdec · h3 bílý pěšec · b2 bílý jezdec · d2 bílý pěšec · f2 bílý pěšec · c1 bílý dáma | b8 bílý věž · a7 bílý střelec · b7 bílý střelec · f6 bílý věž · c5 černý pěšec · d5 bílý pěšec · e5 černý pěšec · f5 bílý král · g5 černý pěšec · h5 bílý pěšec · b4 bílý pěšec · c4 černý věž · d4 černý král · e4 bílý pěšec · a3 bílý pěšec · b3 černý pěšec · c3 černý střelec · d3 černý pěšec · e3 bílý jezdec · h3 bílý pěšec · b2 bílý jezdec · d2 bílý pěšec · f2 bílý pěšec · c1 bílý dáma | b8 bílý věž · a7 bílý střelec · b7 bílý střelec · f6 bílý věž · c5 černý pěšec · d5 bílý pěšec · e5 černý pěšec · f5 bílý král · g5 černý pěšec · h5 bílý pěšec · b4 bílý pěšec · c4 černý věž · d4 černý král · e4 bílý pěšec · a3 bílý pěšec · b3 černý pěšec · c3 černý střelec · d3 černý pěšec · e3 bílý jezdec · h3 bílý pěšec · b2 bílý jezdec · d2 bílý pěšec · f2 bílý pěšec · c1 bílý dáma | b8 bílý věž · a7 bílý střelec · b7 bílý střelec · f6 bílý věž · c5 černý pěšec · d5 bílý pěšec · e5 černý pěšec · f5 bílý král · g5 černý pěšec · h5 bílý pěšec · b4 bílý pěšec · c4 černý věž · d4 černý král · e4 bílý pěšec · a3 bílý pěšec · b3 černý pěšec · c3 černý střelec · d3 černý pěšec · e3 bílý jezdec · h3 bílý pěšec · b2 bílý jezdec · d2 bílý pěšec · f2 bílý pěšec · c1 bílý dáma | b8 bílý věž · a7 bílý střelec · b7 bílý střelec · f6 bílý věž · c5 černý pěšec · d5 bílý pěšec · e5 černý pěšec · f5 bílý král · g5 černý pěšec · h5 bílý pěšec · b4 bílý pěšec · c4 černý věž · d4 černý král · e4 bílý pěšec · a3 bílý pěšec · b3 černý pěšec · c3 černý střelec · d3 černý pěšec · e3 bílý jezdec · h3 bílý pěšec · b2 bílý jezdec · d2 bílý pěšec · f2 bílý pěšec · c1 bílý dáma | b8 bílý věž · a7 bílý střelec · b7 bílý střelec · f6 bílý věž · c5 černý pěšec · d5 bílý pěšec · e5 černý pěšec · f5 bílý král · g5 černý pěšec · h5 bílý pěšec · b4 bílý pěšec · c4 černý věž · d4 černý král · e4 bílý pěšec · a3 bílý pěšec · b3 černý pěšec · c3 černý střelec · d3 černý pěšec · e3 bílý jezdec · h3 bílý pěšec · b2 bílý jezdec · d2 bílý pěšec · f2 bílý pěšec · c1 bílý dáma | b8 bílý věž · a7 bílý střelec · b7 bílý střelec · f6 bílý věž · c5 černý pěšec · d5 bílý pěšec · e5 černý pěšec · f5 bílý král · g5 černý pěšec · h5 bílý pěšec · b4 bílý pěšec · c4 černý věž · d4 černý král · e4 bílý pěšec · a3 bílý pěšec · b3 černý pěšec · c3 černý střelec · d3 černý pěšec · e3 bílý jezdec · h3 bílý pěšec · b2 bílý jezdec · d2 bílý pěšec · f2 bílý pěšec · c1 bílý dáma | b8 bílý věž · a7 bílý střelec · b7 bílý střelec · f6 bílý věž · c5 černý pěšec · d5 bílý pěšec · e5 černý pěšec · f5 bílý král · g5 černý pěšec · h5 bílý pěšec · b4 bílý pěšec · c4 černý věž · d4 černý král · e4 bílý pěšec · a3 bílý pěšec · b3 černý pěšec · c3 černý střelec · d3 černý pěšec · e3 bílý jezdec · h3 bílý pěšec · b2 bílý jezdec · d2 bílý pěšec · f2 bílý pěšec · c1 bílý dáma | 5 |
| 4 | b8 bílý věž · a7 bílý střelec · b7 bílý střelec · f6 bílý věž · c5 černý pěšec · d5 bílý pěšec · e5 černý pěšec · f5 bílý král · g5 černý pěšec · h5 bílý pěšec · b4 bílý pěšec · c4 černý věž · d4 černý král · e4 bílý pěšec · a3 bílý pěšec · b3 černý pěšec · c3 černý střelec · d3 černý pěšec · e3 bílý jezdec · h3 bílý pěšec · b2 bílý jezdec · d2 bílý pěšec · f2 bílý pěšec · c1 bílý dáma | b8 bílý věž · a7 bílý střelec · b7 bílý střelec · f6 bílý věž · c5 černý pěšec · d5 bílý pěšec · e5 černý pěšec · f5 bílý král · g5 černý pěšec · h5 bílý pěšec · b4 bílý pěšec · c4 černý věž · d4 černý král · e4 bílý pěšec · a3 bílý pěšec · b3 černý pěšec · c3 černý střelec · d3 černý pěšec · e3 bílý jezdec · h3 bílý pěšec · b2 bílý jezdec · d2 bílý pěšec · f2 bílý pěšec · c1 bílý dáma | b8 bílý věž · a7 bílý střelec · b7 bílý střelec · f6 bílý věž · c5 černý pěšec · d5 bílý pěšec · e5 černý pěšec · f5 bílý král · g5 černý pěšec · h5 bílý pěšec · b4 bílý pěšec · c4 černý věž · d4 černý král · e4 bílý pěšec · a3 bílý pěšec · b3 černý pěšec · c3 černý střelec · d3 černý pěšec · e3 bílý jezdec · h3 bílý pěšec · b2 bílý jezdec · d2 bílý pěšec · f2 bílý pěšec · c1 bílý dáma | b8 bílý věž · a7 bílý střelec · b7 bílý střelec · f6 bílý věž · c5 černý pěšec · d5 bílý pěšec · e5 černý pěšec · f5 bílý král · g5 černý pěšec · h5 bílý pěšec · b4 bílý pěšec · c4 černý věž · d4 černý král · e4 bílý pěšec · a3 bílý pěšec · b3 černý pěšec · c3 černý střelec · d3 černý pěšec · e3 bílý jezdec · h3 bílý pěšec · b2 bílý jezdec · d2 bílý pěšec · f2 bílý pěšec · c1 bílý dáma | b8 bílý věž · a7 bílý střelec · b7 bílý střelec · f6 bílý věž · c5 černý pěšec · d5 bílý pěšec · e5 černý pěšec · f5 bílý král · g5 černý pěšec · h5 bílý pěšec · b4 bílý pěšec · c4 černý věž · d4 černý král · e4 bílý pěšec · a3 bílý pěšec · b3 černý pěšec · c3 černý střelec · d3 černý pěšec · e3 bílý jezdec · h3 bílý pěšec · b2 bílý jezdec · d2 bílý pěšec · f2 bílý pěšec · c1 bílý dáma | b8 bílý věž · a7 bílý střelec · b7 bílý střelec · f6 bílý věž · c5 černý pěšec · d5 bílý pěšec · e5 černý pěšec · f5 bílý král · g5 černý pěšec · h5 bílý pěšec · b4 bílý pěšec · c4 černý věž · d4 černý král · e4 bílý pěšec · a3 bílý pěšec · b3 černý pěšec · c3 černý střelec · d3 černý pěšec · e3 bílý jezdec · h3 bílý pěšec · b2 bílý jezdec · d2 bílý pěšec · f2 bílý pěšec · c1 bílý dáma | b8 bílý věž · a7 bílý střelec · b7 bílý střelec · f6 bílý věž · c5 černý pěšec · d5 bílý pěšec · e5 černý pěšec · f5 bílý král · g5 černý pěšec · h5 bílý pěšec · b4 bílý pěšec · c4 černý věž · d4 černý král · e4 bílý pěšec · a3 bílý pěšec · b3 černý pěšec · c3 černý střelec · d3 černý pěšec · e3 bílý jezdec · h3 bílý pěšec · b2 bílý jezdec · d2 bílý pěšec · f2 bílý pěšec · c1 bílý dáma | b8 bílý věž · a7 bílý střelec · b7 bílý střelec · f6 bílý věž · c5 černý pěšec · d5 bílý pěšec · e5 černý pěšec · f5 bílý král · g5 černý pěšec · h5 bílý pěšec · b4 bílý pěšec · c4 černý věž · d4 černý král · e4 bílý pěšec · a3 bílý pěšec · b3 černý pěšec · c3 černý střelec · d3 černý pěšec · e3 bílý jezdec · h3 bílý pěšec · b2 bílý jezdec · d2 bílý pěšec · f2 bílý pěšec · c1 bílý dáma | 4 |
| 3 | b8 bílý věž · a7 bílý střelec · b7 bílý střelec · f6 bílý věž · c5 černý pěšec · d5 bílý pěšec · e5 černý pěšec · f5 bílý král · g5 černý pěšec · h5 bílý pěšec · b4 bílý pěšec · c4 černý věž · d4 černý král · e4 bílý pěšec · a3 bílý pěšec · b3 černý pěšec · c3 černý střelec · d3 černý pěšec · e3 bílý jezdec · h3 bílý pěšec · b2 bílý jezdec · d2 bílý pěšec · f2 bílý pěšec · c1 bílý dáma | b8 bílý věž · a7 bílý střelec · b7 bílý střelec · f6 bílý věž · c5 černý pěšec · d5 bílý pěšec · e5 černý pěšec · f5 bílý král · g5 černý pěšec · h5 bílý pěšec · b4 bílý pěšec · c4 černý věž · d4 černý král · e4 bílý pěšec · a3 bílý pěšec · b3 černý pěšec · c3 černý střelec · d3 černý pěšec · e3 bílý jezdec · h3 bílý pěšec · b2 bílý jezdec · d2 bílý pěšec · f2 bílý pěšec · c1 bílý dáma | b8 bílý věž · a7 bílý střelec · b7 bílý střelec · f6 bílý věž · c5 černý pěšec · d5 bílý pěšec · e5 černý pěšec · f5 bílý král · g5 černý pěšec · h5 bílý pěšec · b4 bílý pěšec · c4 černý věž · d4 černý král · e4 bílý pěšec · a3 bílý pěšec · b3 černý pěšec · c3 černý střelec · d3 černý pěšec · e3 bílý jezdec · h3 bílý pěšec · b2 bílý jezdec · d2 bílý pěšec · f2 bílý pěšec · c1 bílý dáma | b8 bílý věž · a7 bílý střelec · b7 bílý střelec · f6 bílý věž · c5 černý pěšec · d5 bílý pěšec · e5 černý pěšec · f5 bílý král · g5 černý pěšec · h5 bílý pěšec · b4 bílý pěšec · c4 černý věž · d4 černý král · e4 bílý pěšec · a3 bílý pěšec · b3 černý pěšec · c3 černý střelec · d3 černý pěšec · e3 bílý jezdec · h3 bílý pěšec · b2 bílý jezdec · d2 bílý pěšec · f2 bílý pěšec · c1 bílý dáma | b8 bílý věž · a7 bílý střelec · b7 bílý střelec · f6 bílý věž · c5 černý pěšec · d5 bílý pěšec · e5 černý pěšec · f5 bílý král · g5 černý pěšec · h5 bílý pěšec · b4 bílý pěšec · c4 černý věž · d4 černý král · e4 bílý pěšec · a3 bílý pěšec · b3 černý pěšec · c3 černý střelec · d3 černý pěšec · e3 bílý jezdec · h3 bílý pěšec · b2 bílý jezdec · d2 bílý pěšec · f2 bílý pěšec · c1 bílý dáma | b8 bílý věž · a7 bílý střelec · b7 bílý střelec · f6 bílý věž · c5 černý pěšec · d5 bílý pěšec · e5 černý pěšec · f5 bílý král · g5 černý pěšec · h5 bílý pěšec · b4 bílý pěšec · c4 černý věž · d4 černý král · e4 bílý pěšec · a3 bílý pěšec · b3 černý pěšec · c3 černý střelec · d3 černý pěšec · e3 bílý jezdec · h3 bílý pěšec · b2 bílý jezdec · d2 bílý pěšec · f2 bílý pěšec · c1 bílý dáma | b8 bílý věž · a7 bílý střelec · b7 bílý střelec · f6 bílý věž · c5 černý pěšec · d5 bílý pěšec · e5 černý pěšec · f5 bílý král · g5 černý pěšec · h5 bílý pěšec · b4 bílý pěšec · c4 černý věž · d4 černý král · e4 bílý pěšec · a3 bílý pěšec · b3 černý pěšec · c3 černý střelec · d3 černý pěšec · e3 bílý jezdec · h3 bílý pěšec · b2 bílý jezdec · d2 bílý pěšec · f2 bílý pěšec · c1 bílý dáma | b8 bílý věž · a7 bílý střelec · b7 bílý střelec · f6 bílý věž · c5 černý pěšec · d5 bílý pěšec · e5 černý pěšec · f5 bílý král · g5 černý pěšec · h5 bílý pěšec · b4 bílý pěšec · c4 černý věž · d4 černý král · e4 bílý pěšec · a3 bílý pěšec · b3 černý pěšec · c3 černý střelec · d3 černý pěšec · e3 bílý jezdec · h3 bílý pěšec · b2 bílý jezdec · d2 bílý pěšec · f2 bílý pěšec · c1 bílý dáma | 3 |
| 2 | b8 bílý věž · a7 bílý střelec · b7 bílý střelec · f6 bílý věž · c5 černý pěšec · d5 bílý pěšec · e5 černý pěšec · f5 bílý král · g5 černý pěšec · h5 bílý pěšec · b4 bílý pěšec · c4 černý věž · d4 černý král · e4 bílý pěšec · a3 bílý pěšec · b3 černý pěšec · c3 černý střelec · d3 černý pěšec · e3 bílý jezdec · h3 bílý pěšec · b2 bílý jezdec · d2 bílý pěšec · f2 bílý pěšec · c1 bílý dáma | b8 bílý věž · a7 bílý střelec · b7 bílý střelec · f6 bílý věž · c5 černý pěšec · d5 bílý pěšec · e5 černý pěšec · f5 bílý král · g5 černý pěšec · h5 bílý pěšec · b4 bílý pěšec · c4 černý věž · d4 černý král · e4 bílý pěšec · a3 bílý pěšec · b3 černý pěšec · c3 černý střelec · d3 černý pěšec · e3 bílý jezdec · h3 bílý pěšec · b2 bílý jezdec · d2 bílý pěšec · f2 bílý pěšec · c1 bílý dáma | b8 bílý věž · a7 bílý střelec · b7 bílý střelec · f6 bílý věž · c5 černý pěšec · d5 bílý pěšec · e5 černý pěšec · f5 bílý král · g5 černý pěšec · h5 bílý pěšec · b4 bílý pěšec · c4 černý věž · d4 černý král · e4 bílý pěšec · a3 bílý pěšec · b3 černý pěšec · c3 černý střelec · d3 černý pěšec · e3 bílý jezdec · h3 bílý pěšec · b2 bílý jezdec · d2 bílý pěšec · f2 bílý pěšec · c1 bílý dáma | b8 bílý věž · a7 bílý střelec · b7 bílý střelec · f6 bílý věž · c5 černý pěšec · d5 bílý pěšec · e5 černý pěšec · f5 bílý král · g5 černý pěšec · h5 bílý pěšec · b4 bílý pěšec · c4 černý věž · d4 černý král · e4 bílý pěšec · a3 bílý pěšec · b3 černý pěšec · c3 černý střelec · d3 černý pěšec · e3 bílý jezdec · h3 bílý pěšec · b2 bílý jezdec · d2 bílý pěšec · f2 bílý pěšec · c1 bílý dáma | b8 bílý věž · a7 bílý střelec · b7 bílý střelec · f6 bílý věž · c5 černý pěšec · d5 bílý pěšec · e5 černý pěšec · f5 bílý král · g5 černý pěšec · h5 bílý pěšec · b4 bílý pěšec · c4 černý věž · d4 černý král · e4 bílý pěšec · a3 bílý pěšec · b3 černý pěšec · c3 černý střelec · d3 černý pěšec · e3 bílý jezdec · h3 bílý pěšec · b2 bílý jezdec · d2 bílý pěšec · f2 bílý pěšec · c1 bílý dáma | b8 bílý věž · a7 bílý střelec · b7 bílý střelec · f6 bílý věž · c5 černý pěšec · d5 bílý pěšec · e5 černý pěšec · f5 bílý král · g5 černý pěšec · h5 bílý pěšec · b4 bílý pěšec · c4 černý věž · d4 černý král · e4 bílý pěšec · a3 bílý pěšec · b3 černý pěšec · c3 černý střelec · d3 černý pěšec · e3 bílý jezdec · h3 bílý pěšec · b2 bílý jezdec · d2 bílý pěšec · f2 bílý pěšec · c1 bílý dáma | b8 bílý věž · a7 bílý střelec · b7 bílý střelec · f6 bílý věž · c5 černý pěšec · d5 bílý pěšec · e5 černý pěšec · f5 bílý král · g5 černý pěšec · h5 bílý pěšec · b4 bílý pěšec · c4 černý věž · d4 černý král · e4 bílý pěšec · a3 bílý pěšec · b3 černý pěšec · c3 černý střelec · d3 černý pěšec · e3 bílý jezdec · h3 bílý pěšec · b2 bílý jezdec · d2 bílý pěšec · f2 bílý pěšec · c1 bílý dáma | b8 bílý věž · a7 bílý střelec · b7 bílý střelec · f6 bílý věž · c5 černý pěšec · d5 bílý pěšec · e5 černý pěšec · f5 bílý král · g5 černý pěšec · h5 bílý pěšec · b4 bílý pěšec · c4 černý věž · d4 černý král · e4 bílý pěšec · a3 bílý pěšec · b3 černý pěšec · c3 černý střelec · d3 černý pěšec · e3 bílý jezdec · h3 bílý pěšec · b2 bílý jezdec · d2 bílý pěšec · f2 bílý pěšec · c1 bílý dáma | 2 |
| 1 | b8 bílý věž · a7 bílý střelec · b7 bílý střelec · f6 bílý věž · c5 černý pěšec · d5 bílý pěšec · e5 černý pěšec · f5 bílý král · g5 černý pěšec · h5 bílý pěšec · b4 bílý pěšec · c4 černý věž · d4 černý král · e4 bílý pěšec · a3 bílý pěšec · b3 černý pěšec · c3 černý střelec · d3 černý pěšec · e3 bílý jezdec · h3 bílý pěšec · b2 bílý jezdec · d2 bílý pěšec · f2 bílý pěšec · c1 bílý dáma | b8 bílý věž · a7 bílý střelec · b7 bílý střelec · f6 bílý věž · c5 černý pěšec · d5 bílý pěšec · e5 černý pěšec · f5 bílý král · g5 černý pěšec · h5 bílý pěšec · b4 bílý pěšec · c4 černý věž · d4 černý král · e4 bílý pěšec · a3 bílý pěšec · b3 černý pěšec · c3 černý střelec · d3 černý pěšec · e3 bílý jezdec · h3 bílý pěšec · b2 bílý jezdec · d2 bílý pěšec · f2 bílý pěšec · c1 bílý dáma | b8 bílý věž · a7 bílý střelec · b7 bílý střelec · f6 bílý věž · c5 černý pěšec · d5 bílý pěšec · e5 černý pěšec · f5 bílý král · g5 černý pěšec · h5 bílý pěšec · b4 bílý pěšec · c4 černý věž · d4 černý král · e4 bílý pěšec · a3 bílý pěšec · b3 černý pěšec · c3 černý střelec · d3 černý pěšec · e3 bílý jezdec · h3 bílý pěšec · b2 bílý jezdec · d2 bílý pěšec · f2 bílý pěšec · c1 bílý dáma | b8 bílý věž · a7 bílý střelec · b7 bílý střelec · f6 bílý věž · c5 černý pěšec · d5 bílý pěšec · e5 černý pěšec · f5 bílý král · g5 černý pěšec · h5 bílý pěšec · b4 bílý pěšec · c4 černý věž · d4 černý král · e4 bílý pěšec · a3 bílý pěšec · b3 černý pěšec · c3 černý střelec · d3 černý pěšec · e3 bílý jezdec · h3 bílý pěšec · b2 bílý jezdec · d2 bílý pěšec · f2 bílý pěšec · c1 bílý dáma | b8 bílý věž · a7 bílý střelec · b7 bílý střelec · f6 bílý věž · c5 černý pěšec · d5 bílý pěšec · e5 černý pěšec · f5 bílý král · g5 černý pěšec · h5 bílý pěšec · b4 bílý pěšec · c4 černý věž · d4 černý král · e4 bílý pěšec · a3 bílý pěšec · b3 černý pěšec · c3 černý střelec · d3 černý pěšec · e3 bílý jezdec · h3 bílý pěšec · b2 bílý jezdec · d2 bílý pěšec · f2 bílý pěšec · c1 bílý dáma | b8 bílý věž · a7 bílý střelec · b7 bílý střelec · f6 bílý věž · c5 černý pěšec · d5 bílý pěšec · e5 černý pěšec · f5 bílý král · g5 černý pěšec · h5 bílý pěšec · b4 bílý pěšec · c4 černý věž · d4 černý král · e4 bílý pěšec · a3 bílý pěšec · b3 černý pěšec · c3 černý střelec · d3 černý pěšec · e3 bílý jezdec · h3 bílý pěšec · b2 bílý jezdec · d2 bílý pěšec · f2 bílý pěšec · c1 bílý dáma | b8 bílý věž · a7 bílý střelec · b7 bílý střelec · f6 bílý věž · c5 černý pěšec · d5 bílý pěšec · e5 černý pěšec · f5 bílý král · g5 černý pěšec · h5 bílý pěšec · b4 bílý pěšec · c4 černý věž · d4 černý král · e4 bílý pěšec · a3 bílý pěšec · b3 černý pěšec · c3 černý střelec · d3 černý pěšec · e3 bílý jezdec · h3 bílý pěšec · b2 bílý jezdec · d2 bílý pěšec · f2 bílý pěšec · c1 bílý dáma | b8 bílý věž · a7 bílý střelec · b7 bílý střelec · f6 bílý věž · c5 černý pěšec · d5 bílý pěšec · e5 černý pěšec · f5 bílý král · g5 černý pěšec · h5 bílý pěšec · b4 bílý pěšec · c4 černý věž · d4 černý král · e4 bílý pěšec · a3 bílý pěšec · b3 černý pěšec · c3 černý střelec · d3 černý pěšec · e3 bílý jezdec · h3 bílý pěšec · b2 bílý jezdec · d2 bílý pěšec · f2 bílý pěšec · c1 bílý dáma | 1 |
|   | a | b | c | d | e | f | g | h |   |

1. linie řešení:
0. … g7–g5
1. hxg6 e. p., S kamkoli
2. Dxc4#
2. linie řešení:
0. … e7–e5
1. dxe6 e. p., g4 nebo S kamkoli
2. Vd8#
3. linie řešení:
0. Vb6–f6+ c7–c5
1. dxc6 e. p.+, Vc5
2. Dxc3#